# Jaroslawl
Jaroslawl (russisch Яросла́вль, wiss. Transliteration nach deutscher Norm Jaroslavlʹ, nach internationaler Norm Âroslavlʹ, englische Transkription Yaroslavl) ist eine Großstadt in Russland mit 591.486 Einwohnern (Stand 14. Oktober 2010) und gleichzeitig Hauptstadt der Oblast Jaroslawl. Sie liegt an der Mündung des Flusses Kotorosl in die Wolga im europäischen Teil des Landes, 282 Kilometer nordöstlich von Moskau.
Jaroslawl, das im September 2010 sein 1000-jähriges Bestehen feierte, gehört zu den ältesten Städten Zentralrusslands. Im Mittelalter war Jaroslawl die Hauptstadt eines Fürstentums, Anfang des 17. Jahrhunderts war es für einige Monate De-facto-Hauptstadt des russischen Zarentums, und vor der Gründung Sankt Petersburgs galt Jaroslawl als zweitgrößte russische Stadt. Heute ist die Stadt ein beliebtes Touristenzentrum und wird zum Goldenen Ring Russlands gezählt, einer Gruppe altrussischer Städte nordöstlich von Moskau. Die Altstadt mit vielen Kirchen aus dem 17. Jahrhundert, dem Ensemble des Erlöser-Verklärungs-Klosters sowie einem gut erhaltenen Straßennetz aus dem 18. und 19. Jahrhundert mit vorwiegend klassizistischen Profanbauten ist seit 2005 als Weltkulturerbe in die Liste der UNESCO eingetragen.

## Geographie

### Lage und natürliche Umgebung
Die Stadt liegt im östlichen Teil der Oblast Jaroslawl, die eines der 85 Subjekte der Russischen Föderation ist, und 282 Kilometer nordöstlich von Moskau. Die nächstgelegenen Städte sind Tutajew (34 km Luftlinie nordwestlich von Jaroslawl), Gawrilow-Jam (37 km südlich) und Nerechta (47 km südöstlich). Der Stadtkern von Jaroslawl liegt unmittelbar nördlich der Mündung der Kotorosl am rechten Ufer der Wolga, das gesamte Stadtgebiet verteilt sich jedoch auf eine Gesamtfläche von über 205 km² und umfasst auch Territorien südlich der Kotorosl und am linken Ufer der Wolga. Mit über 600.000 Einwohnern stellt Jaroslawl die größte Stadt an der Wolga flussaufwärts von Nischni Nowgorod dar und ist ein Verkehrsknotenpunkt von mehreren regionalen und überregionalen Straßen sowie Eisenbahnlinien (darunter der Transsibirischen Eisenbahn).
Jaroslawl und die Oblast Jaroslawl befinden sich im zentralen Teil der Osteuropäischen Ebene, die in Gebieten nordöstlich von Moskau durch eine Hügellandschaft mit Höhen von meist nicht mehr als 200 Meter geprägt ist. Typisch für die natürliche Landschaft der Oblast Jaroslawl ist der Reichtum an Misch- und Nadelwäldern, stellenweise gibt es auch größere Sumpfflächen.

### Klima
Jaroslawl und seine nähere Umgebung weisen ein für Zentralrussland typisches gemäßigtes Kontinentalklima auf, für das ein im Vergleich zu Mitteleuropa kalter, schneereicher und trockener Winter sowie ein gemäßigt warmer Sommer typisch sind.

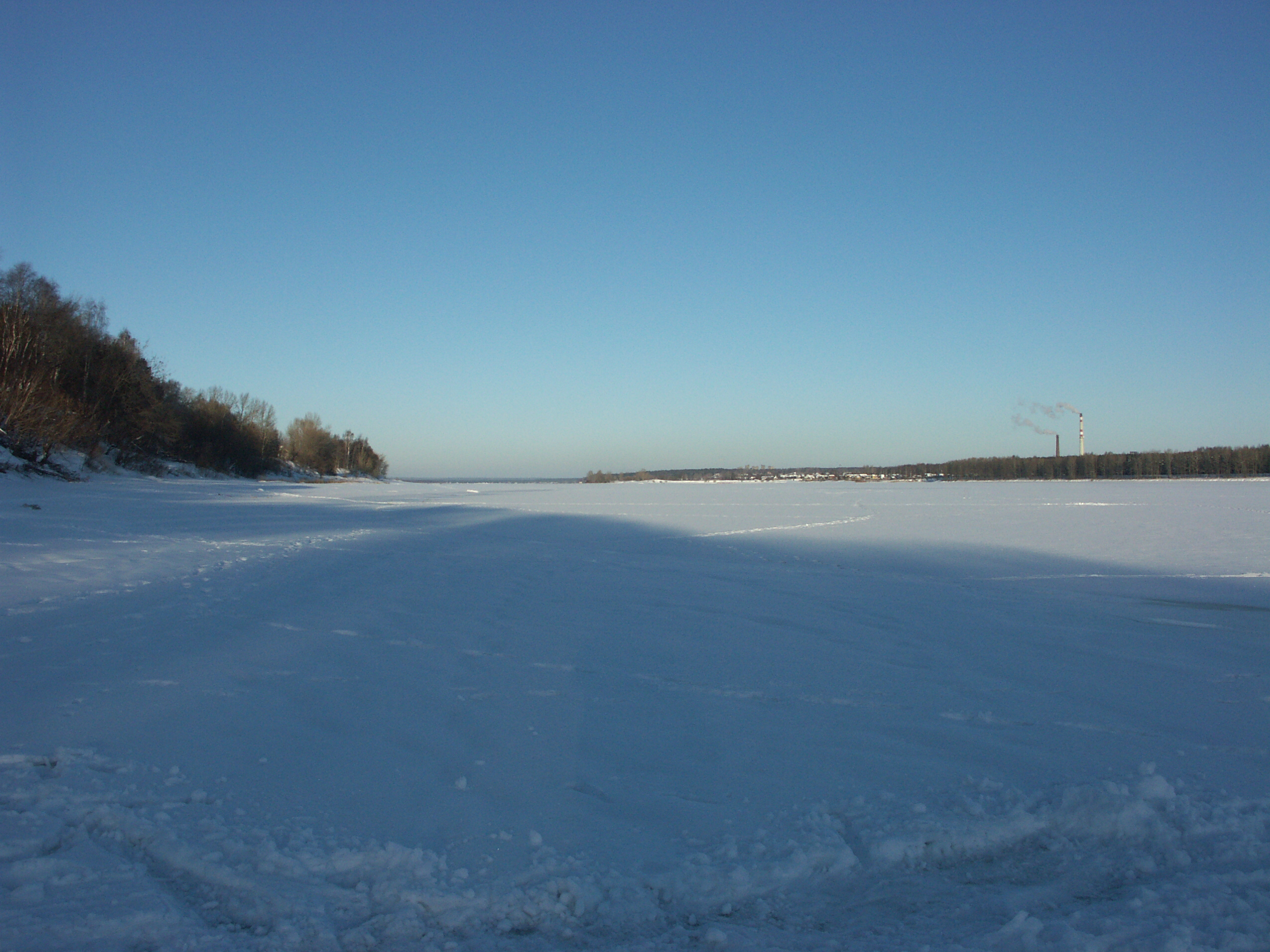
Fest zugefrorene Wolga in Jaroslawl im Winter 2006

Der Winter in und um Jaroslawl beginnt bereits gegen Anfang November und dauert rund fünf Monate. Der kälteste Monat des Jahres ist Januar mit einer mittleren Tagestemperatur von −8,2 °C; nicht selten sind zu dieser Zeit Temperaturen von unter −20 °C, in Ausnahmefällen (wie zuletzt im Januar 2006) kann es −35 bis −40 °C kalt werden, gelegentlich kommen aber auch im Januar Plusgrade vor (so im Jahr 1932, als ein Tauwetter 17 Januartage lang dauerte). Die Flüsse einschließlich der Wolga frieren in den Wintermonaten im Regelfall zu. Die Schneedecke ist im Durchschnitt 35 bis 50 cm dick, kann jedoch in besonders schneereichen Wintern bis zu 70 cm betragen. Die Frühlingsmonate sind durch eine relativ geringe Niederschlagsmenge charakterisiert. Ende März bis Anfang April setzt ein stabiles Tauwetter mit Schnee- und Eisschmelze ein, im April kann es bereits gelegentlich zu Temperaturen von über 20 °C kommen. Typisch für den Sommer in Jaroslawl ist die relativ große Niederschlagsmenge, die im Juli ihren Höhepunkt erreicht. Auch ist Juli der wärmste Monat des Jahres mit einer mittleren Tagestemperatur von 23,3 °C und gelegentlichen Werten von über 30 °C. Ab September beginnt der rund zwei Monate lange Herbst, der sich durch relativ hohe Luftfeuchtigkeit, eine geringe Anzahl von Sonnentagen und rasch sinkende Temperaturen (erster Bodenfrost bereits im September möglich) abzeichnet. Die durchschnittliche Jahresniederschlagsmenge in der Stadt beträgt 591 mm, dabei fallen im Juli mit 84 mm die meisten Niederschläge, während sie in den Wintermonaten (insbesondere jedoch im Februar und März) ihr Minimum erreichen.
Die tabellarischen und grafischen Übersichten der Durchschnittstemperaturen und Niederschlagsmengen für Jaroslawl auf Basis der Zeitreihe 1961–1990 sind nachfolgend dargestellt.
|                       | Jan   | Feb   | Mär  | Apr | Mai  | Jun  | Jul  | Aug  | Sep  | Okt | Nov  | Dez   |   |      |
| Mittl. Tagesmax. (°C) | −8,2  | −5,8  | 0,1  | 9,0 | 17,8 | 21,4 | 23,3 | 21,5 | 14,9 | 7,2 | −0,2 | −5,2  | ⌀ | 8,1  |
| Mittl. Tagesmin. (°C) | −15,8 | −14,2 | −8,6 | 0,0 | 6,2  | 10,1 | 12,5 | 10,7 | 5,9  | 0,9 | −5,2 | −11,6 | ⌀ | −0,7 |
|                       |       |       |      |     |      |      |      |      |      |     |      |       |   |      |
| Niederschlag (mm)     | 37    | 27    | 26   | 40  | 52   | 65   | 84   | 64   | 55   | 52  | 46   | 43    | Σ | 591  |
|                       |       |       |      |     |      |      |      |      |      |     |      |       |   |      |
| Regentage (d)         | 10    | 7     | 8    | 8   | 9    | 10   | 11   | 10   | 10   | 11  | 11   | 12    | Σ | 117  |

| −15,8 |

| −14,2 |

| −8,6 |

| 0,0 |

| 6,2 |

| 10,1 |

| 12,5 |

| 10,7 |

| 5,9 |

| 0,9 |

| −5,2 |

| −11,6 |

| −15,8 |

| −14,2 |

| −8,6 |

| 0,0 |

| 6,2 |

| 10,1 |

| 12,5 |

| 10,7 |

| 5,9 |

| 0,9 |

| −5,2 |

| −11,6 |

### Stadtgliederung
Wie bei russischen Großstädten üblich, ist Jaroslawl verwaltungstechnisch in Stadtbezirke (sogenannte Rajons) unterteilt, deren Gebiete im Allgemeinen nicht den historischen Ortsteilen, sondern durch Flüsse, große Straßen oder Eisenbahnlinien voneinander räumlich abgetrennten Teilen des Stadtgebietes entsprechen. Insgesamt hat Jaroslawl sechs solche Stadtbezirke mit einer Einwohnerzahl jeweils zwischen 60.000 und 170.000. Fünf Stadtbezirke liegen am rechten Wolga-Ufer, während der Rajon Sawolschski den am linken Ufer liegenden Teil des Stadtgebietes vollständig abdeckt.
Die Übersicht der Jaroslawler Stadtrajons mit Einwohnerzahlen ist in der folgenden Tabelle dargestellt.
| Stadtrajon (Gorodskoi Rajon) | Russischer Name   | Einwohner 1. Januar 2009 | Bemerkung |
| ---------------------------- | ----------------- | ------------------------ | --- |
| Dserschinski                 | Дзержинский       | 168.755                  | Benannt nach Felix Dserschinski |
| Frunsenski                   | Фрунзенский       | 127.056                  | Benannt nach Michail Frunse |
| Kirowski                     | Кировский         | 58.333                   | Benannt nach Sergei Kirow |
| Krasnoperekopski             | Красноперекопский | 66.378                   | Name von Krasny Perekop (Roter Perekop) nach der gleichnamigen Textilfabrik, diese wiederum nach dem Sieg der Roten Armee bei Perekop |
| Leninski                     | Ленинский         | 67.390                   | Benannt nach Lenin |
| Sawolschski                  | Заволжский        | 118.424                  | Name bedeutet hinter der Wolga |

## Geschichte

### Stadtgründung und Mittelalter
Als Datum der Stadtgründung Jaroslawls wird heute im Allgemeinen das Jahr 1010 angenommen, jedoch existierten erste menschliche Siedlungen an der Stelle der heutigen Stadt noch mehrere Jahrtausende zuvor. So wurden bei Ausgrabungen jungsteinzeitliche Siedlungsreste aus dem 3. bis 5. Jahrtausend v. Chr. am linken Wolga-Ufer gegenüber der Mündung der Kotorosl gefunden. Im 1. Jahrtausend n. Chr. wurde die Jaroslawler Gegend, ebenso wie die meisten anderen Gebiete des heutigen Zentralrusslands, von den finno-ugrischen Stämmen der Merja bewohnt. Erst ab dem 9. Jahrhundert muss es die ersten slawischen Siedler an der Wolga gegeben haben. Sie waren immer noch Anhänger des Heidentums und zogen aus der Kiewer Rus Richtung Norden und Osten, um dort Landwirtschaft und Jagd zu betreiben.

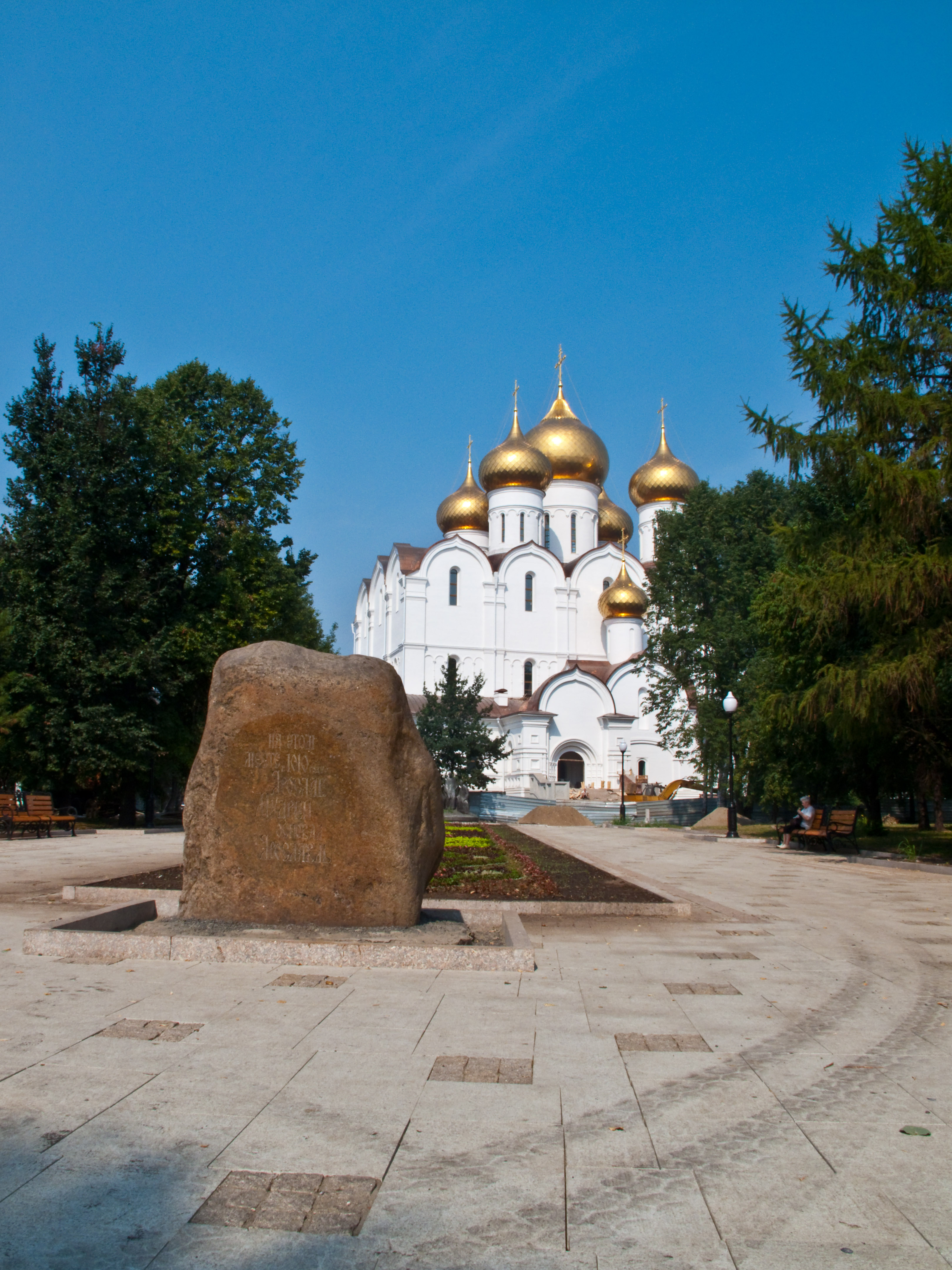
Gedenkstein am vermutlichen Ort der Stadtgründung Jaroslawls

Mit den Slawen ist auch die Gründung der heutigen Stadt verbunden: 1010 legte der Kiewer Fürst Jaroslaw der Weise an der Mündung der Kotorosl exakt an der Stelle einer slawischen Ansiedlung eine Festung an und nannte sie sich selbst zu Ehren „Jaroslawl“. Zu dieser Gründung existiert die folgende Legende. Die Stelle an der Mündung der Kotorosl in die Wolga, in deren Nähe sich heute das historische Zentrum Jaroslawls befindet, wies für die damaligen Verhältnisse eine überaus günstige Lage auf. Der Handel wurde mangels Festlandstraßen fast ausschließlich auf Wasserwegen betrieben, und die Wolga galt dabei als eine der wichtigsten Routen. Entsprechend häufig waren auch Raubüberfälle auf Handelsschiffe. Einmal soll Jaroslaw der Weise, der mit seiner Gefolgschaft gerade die Kotorosl-Mündung passierte, Zeuge eines solchen Überfalls gewesen sein, der von den dort ansässigen Heiden verübt wurde. Der Legende nach setzte sich Jaroslaw für die überfallenen Kaufleute ein und besiegte die Heiden. Er nahm diesen das Versprechen ab, nie wieder Schiffe zu überfallen, und versuchte sie zum Christentum zu bekehren. Diese lehnten es jedoch ab, und als Jaroslaw kurze Zeit später die Siedlung mit Missionaren wieder aufsuchte, ließen die erbosten Heiden eine Bärin auf Jaroslaw los. Dieser schaffte es jedoch, das mächtige Tier mit einer Streitaxt zu töten. Daraufhin gaben die Heiden auf und unterwarfen sich Jaroslaw. Dieser ließ den Ort an der Kotorosl-Mündung weihen und stiftete dort eine Kirche. Wenig später ließ Jaroslaw, der um die strategisch günstige Lage des Ortes wusste, dort eine Festung aufbauen. Anhand historischer Urkunden, die das Wirken Jaroslaw des Weisen beschreiben, wird angenommen, dass dessen vermeintlicher Kampf gegen den Bären und somit die Stadtgründung Jaroslawls im Jahr 1010 geschah.
Unter Jaroslaw dem Weisen wie auch später diente die von ihm neugegründete Stadt als Festung zum Schutz des Wasserweges von der Wolga in die im Oberlauf der Kotorosl gelegene Fürstenresidenz Rostow, wo Jaroslaw von 988 bis 1010 geherrscht hatte. Außerdem war Jaroslawl in seiner Anfangszeit eine der am östlichsten gelegenen Städte der Kiewer Rus. Obwohl das Entstehen der Stadt Fürst Jaroslaw zugeschrieben wird, wurde Jaroslawl erst 1071 in einer schriftlichen Urkunde, der Nestorchronik, erwähnt. Von der Entwicklung der Stadt im 11. und 12. Jahrhundert ist lediglich bekannt, dass diese ursprünglich aus einer hölzernen Festung ähnlich den altrussischen Kreml bestand, jedoch zum Anfang des 13. Jahrhunderts inzwischen deutlich über die Festungsmauern hinaus gewachsen war. Auch muss das Jaroslawler Erlöser-Verklärungs-Kloster bereits spätestens seit Anfang des 13. Jahrhunderts bestanden haben.
Anfang des 13. Jahrhunderts gehörte Jaroslawl zum Fürstentum Wladimir-Susdal und diente dessen damaligem Machthaber Großfürst Konstantin als eine der Residenzen. Als Konstantin kurz vor seinem Tod 1218 das Erbe an diesen Residenzen unter seinen Söhnen aufgeteilt hatte, erhielt sein zweiter Sohn Wsewolod das Jaroslawler Land, welches er seitdem nunmehr als Fürstentum Jaroslawl regierte. Dieses Fürstentum, zu dessen Hauptstadt Jaroslawl wurde und das auch Territorien nordwestlich davon (u. a. mit der heutigen Stadt Poschechonje) beinhaltete, existierte bis zu seinem Anschluss an das Großfürstentum Moskau im Jahre 1463.

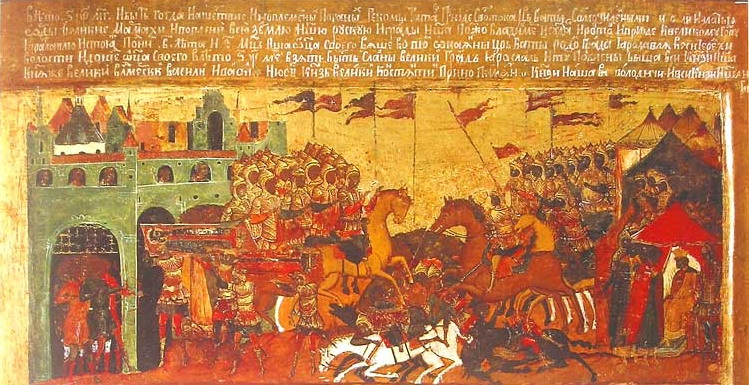
Schlacht auf dem Gramberg. Eine Malerei aus dem 17. Jh.

Das Stadtbild Jaroslawls im 13. und 14. Jahrhundert war von hölzerner Bausubstanz geprägt, weswegen es sehr oft zu Feuersbrünsten kam, die in Einzelfällen nahezu die gesamte Stadt verwüsteten; so geschehen kurz nach der Machtübernahme Wsewolods im Jahr 1221. Eine weitere ständige Gefahr für die Stadt waren Angriffe ausländischer Krieger, von denen russische Fürstentümer gerade in den Jahrhunderten der Mongolischen Invasion Russlands oft heimgesucht wurden. Ein besonders schwerer Angriff auf Jaroslawl ereignete sich im Jahr 1257, als Truppen der Goldenen Horde unter Möngke Khan das Jaroslawler Fürstentum überfielen und den Großteil der Stadtbewohner einschließlich des Fürsten Konstantin, des jüngsten Sohnes des Fürstentumsgründers Wsewolod, ermordeten. An der Stelle des missglückten Kampfes gegen die Tataren, auf einer als Gramberg (russ. Тугова гора) bezeichneten Anhöhe am rechten Ufer der Kotorosl, steht heute eine zum Gedenken an die Schlacht errichtete Kirche sowie ein Hochkreuz auf dem Kirchhof.
1293 und 1322 kam es zu weiteren zerstörerischen Angriffen der Goldenen Horde auf Jaroslawl, 1278 und 1364 ereigneten sich dort verheerende Pestepidemien. Oft musste Jaroslawl vollständig neu erbaut werden, wobei teilweise auch Vorgängerbauten von bis heute erhaltenen Sakralbauwerken entstanden, so das Erlöser-Verklärungs-Kloster sowie das 1314 am linken Wolga-Ufer gegründete Kloster zu Mariä Tempelgang von Tolga. 1463 ging das Jaroslawler Fürstentum im Zuge der Expansion des Großfürstentums Moskau in letzterem auf, dabei wurde das vormalige Gebiet des Fürstentums zu einem Ujesd (Kreis) innerhalb des Großfürstentums Moskau. Ab diesem Zeitpunkt war die Geschichte Jaroslawls mit jener des Moskauer und später des einheitlichen russischen Staates untrennbar verbunden.

### 16. Jahrhundert und die Zeit der Wirren
Auch im 16. Jahrhundert wurde die Stadt immer wieder von großflächigen Bränden heimgesucht, die zur Folge hatten, dass von der mittelalterlichen Bausubstanz Jaroslawls nichts mehr erhalten blieb und an ihrer Stelle allmählich Bauten in Stein entstanden. Das prominenteste Beispiel hierfür ist das Erlöser-Verklärungs-Kloster, das 1501 zerstört und einige Jahre später neu erbaut wurde. Dabei entstand in den Jahren 1506–1516 unter anderem die Erlöser-Verklärungs-Kathedrale des Klosters, die heute als das älteste erhaltene Bauwerk in Jaroslawl gilt. Bis Mitte des 16. Jahrhunderts entstanden im Kloster weitere Einzelbauten, außerdem wurde es erstmals in der Stadtgeschichte mit einer steinernen Befestigungsmauer mit Wachtürmen versehen. In der Herrschaftszeit Iwan IV. „des Schrecklichen“, als sich die russischen Fürstentümer einschließlich Moskowiens zum einheitlichen Zarentum Russland vereinigten, profitierten die beiden wichtigsten Klöster Jaroslawls außerdem von reichhaltigen Spenden aus dem Zarenhof, da Iwan öfters dorthin pilgerte.
Begünstigt wurden die Bauaktivitäten auch durch einen starken wirtschaftlichen Aufschwung, den Jaroslawl in der zweiten Hälfte des 16. Jahrhunderts erlebte. Zurückzuführen war die Steigerung des Wohlstands der Stadt vor allem auf ihre Lage an der Wolga, welche einen Teil des Handelsweges zwischen Moskau und dem Nordmeerhafen von Archangelsk darstellte. Folglich wurde Jaroslawl zu einem wichtigen Umschlagplatz für den internationalen Handel, verfügte über Schiffsanlegestellen und hatte etliche Warenlager, die teilweise von englischen oder deutschen Kaufleuten betrieben wurden.

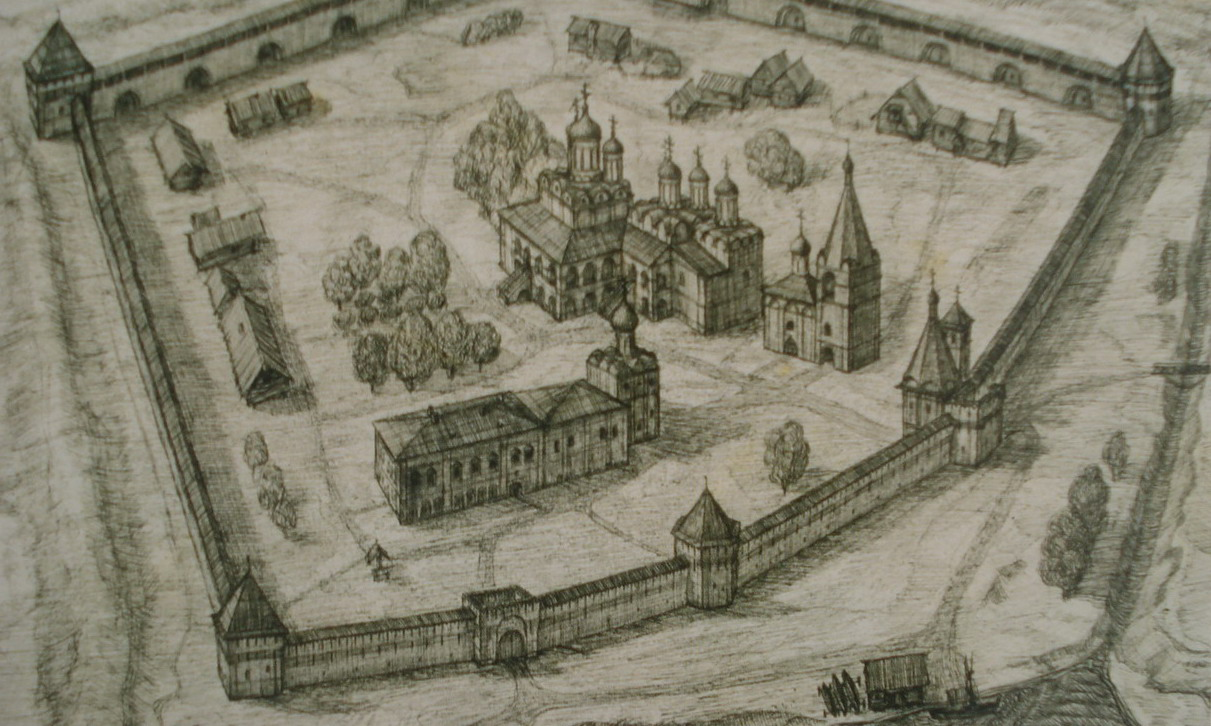
Geländeplan des Verklärungs-Klosters, Anfang des 17. Jh.

Der wirtschaftlichen Prosperität Jaroslawls des späten 16. Jahrhunderts setzten die Jahre der Missernten und die darauffolgende Periode der sogenannten Smuta (Zeit der Wirren) 1598 bis 1613 ein vorläufiges Ende. Wie alle anderen russischen Gebiete war auch Jaroslawl von den extremen Hungersnöten betroffen und stellte ein potentielles Angriffsziel für polnisch-litauische Interventen dar, die sich die desolate politische und wirtschaftliche Lage im russischen Staat zu Nutze machten. Unmittelbar in Mitleidenschaft von der Invasion geriet Jaroslawl im Jahre 1608, als der von der polnisch-litauischen Macht unterstützte und aufgerüstete Hochstapler Pseudodimitri II. einen Feldzug gegen Moskau (welches er jedoch nicht unter seine Kontrolle zu bringen vermochte) und mehrere russische Städte nördlich und nordöstlich davon startete. Nachdem es Pseudodimitris Truppen gelang, unter anderem Rostow einzunehmen, beschloss der Jaroslawler Statthalter mit Unterstützung der Oberschicht, die Stadt den Angreifern widerstandslos zu überlassen. Obwohl sich die Stadt obendrein verpflichtet hatte, eine hohe Tributzahlung an die Polen zu leisten, kam es im Winter 1608/1609 immer wieder zu Plünderungen und Willkürakten durch die in der Stadt herrschenden Angreifer. Dies provozierte mehrfach Volksaufstände, die jedoch von Pseudodimitris Soldaten jedes Mal niedergeschlagen wurden. Erst im Frühjahr 1609 gelang es einem in Wologda gebildeten russischen Volksheer, mehrere Städte an der Wolga von den Polen zu befreien, darunter auch Jaroslawl.
Bereits im Mai 1609 unternahm ein weiteres polnisches Heer um Aleksander Józef Lisowski den Versuch, das strategisch wichtig gelegene Jaroslawl unter Kontrolle der Invasoren zu bringen. Es gelang ihm dabei, bis in die unbefestigten Vorstädte vorzudringen, woraufhin sich die meisten Stadtbewohner in den Stadtkern, der damals durch Erdwälle gesichert war, zurückzogen. Nachdem Lisowski durch einen Verrat auch hinter die Erdwälle gelangen konnte, zogen sich die Jaroslawler in den alten Holzkreml und in das Verklärungskloster zurück und verteidigten von dort aus die Stadt hartnäckig. Die Belagerung der Stadt dauerte bis zum 22. Mai, trotz militärischer Überlegenheit gelang es den Polen nicht, sie einzunehmen.
Trotz der Misserfolge der Invasoren im Nordosten Russlands hielten diese seit August 1610 Moskau unter Kontrolle. 1611 versuchte ein russisches Volksheer erstmals und ohne Erfolg, die Polen aus dem Moskauer Kreml zu vertreiben. Ein Jahr später initiierten Kusma Minin und Fürst Dmitri Poscharski in Nischni Nowgorod ein weiteres Volksheer, das auf dem Weg nach Moskau mehrere Monate lang zunächst in Jaroslawl stationiert war. In dieser Zeit von April bis Juli 1612 war Jaroslawl De-facto-Hauptstadt des russischen Staates, da die wichtigsten Staatsfragen in dieser Zeit durch ein Ratsgremium entschieden wurden, das aus Vertretern der wichtigsten Adelsgeschlechter sowie den Anführern des Volksheeres bestand. Nach der Stationierung in Jaroslawl steuerte das Volksheer direkt Moskau an. Nicht zuletzt dank der Unterstützung seitens Jaroslawler Freiwilliger gelang es ihm im Oktober 1612, Moskau zu befreien und der polnisch-litauischen Intervention damit endgültig ein Ende zu setzen.

### Jaroslawl als Handelszentrum und Gouvernementhauptstadt
Mit der allgemeinen wirtschaftlichen Erholung des russischen Staates nach dem Ende der Smuta erlangte auch Jaroslawl wieder seine Bedeutung als Handelsplatz. Es befand sich damals gleich an mehreren Handelswegen: Über die Wolga bis zu deren Unterlauf wurde Handel mit Indien und Ländern des Orients betrieben, die nördliche Handelsroute über die Stadt Wologda führte zum Archangelsker Nordmeerhafen, außerdem gab es Straßenverbindungen über den Ural nach Sibirien. Diese günstige Lage war sehr förderlich für die wirtschaftliche Prosperität der Stadt und begünstigte neben dem Handel mit importierter Ware auch eigene handwerkliche Aktivitäten in hohem Maße. Am weitesten verbreitet war das Gerber- und Lederhandwerk, in dem sich Mitte des 17. Jahrhunderts in Jaroslawl bereits rund 700 Meister spezialisierten; weitere wichtige Handwerke jener Zeit in Jaroslawl waren das Textilwesen, die Silberschmiede und die Herstellung von Kosmetik- und Parfümerieerzeugnissen.
Die wirtschaftliche Bedeutung der Stadt begünstigte im Laufe des 17. Jahrhunderts ein früher nie dagewesenes Bevölkerungswachstum, das dazu führte, dass Jaroslawl zum Ende des Jahrhunderts bereits rund 15.000 Einwohner zählte und damit zur zweitgrößten Stadt des Zarentums nach Moskau aufgestiegen war. Gleichzeitig war diese Periode prägend für die städtebauliche Entwicklung Jaroslawls, da gerade im 17. Jahrhundert eine Vielzahl von Kirchengebäuden in Stein entstand, von denen einige bis heute ein wichtiger Bestandteil des altstädtischen Ensembles darstellen. Hierzu zählen unter anderem die Nikolaus-Kirche „der Hoffnungsverheißende“ (1621), die Christi-Geburts-Kirche (1644), die Prophet-Elija-Kirche (1650) sowie das Kirchenensemble in der Vorstadt Korowniki (1649–1669). Die meisten dieser Kirchen wurden von reichen Jaroslawler Kaufleuten gestiftet, die es sich mitunter leisteten, für die Innengestaltung der neuen Gotteshäuser renommierte Fresken- und Ikonenmaler zu engagieren, wie am Beispiel der Prophet-Elija-Kirche bis heute erkennbar.

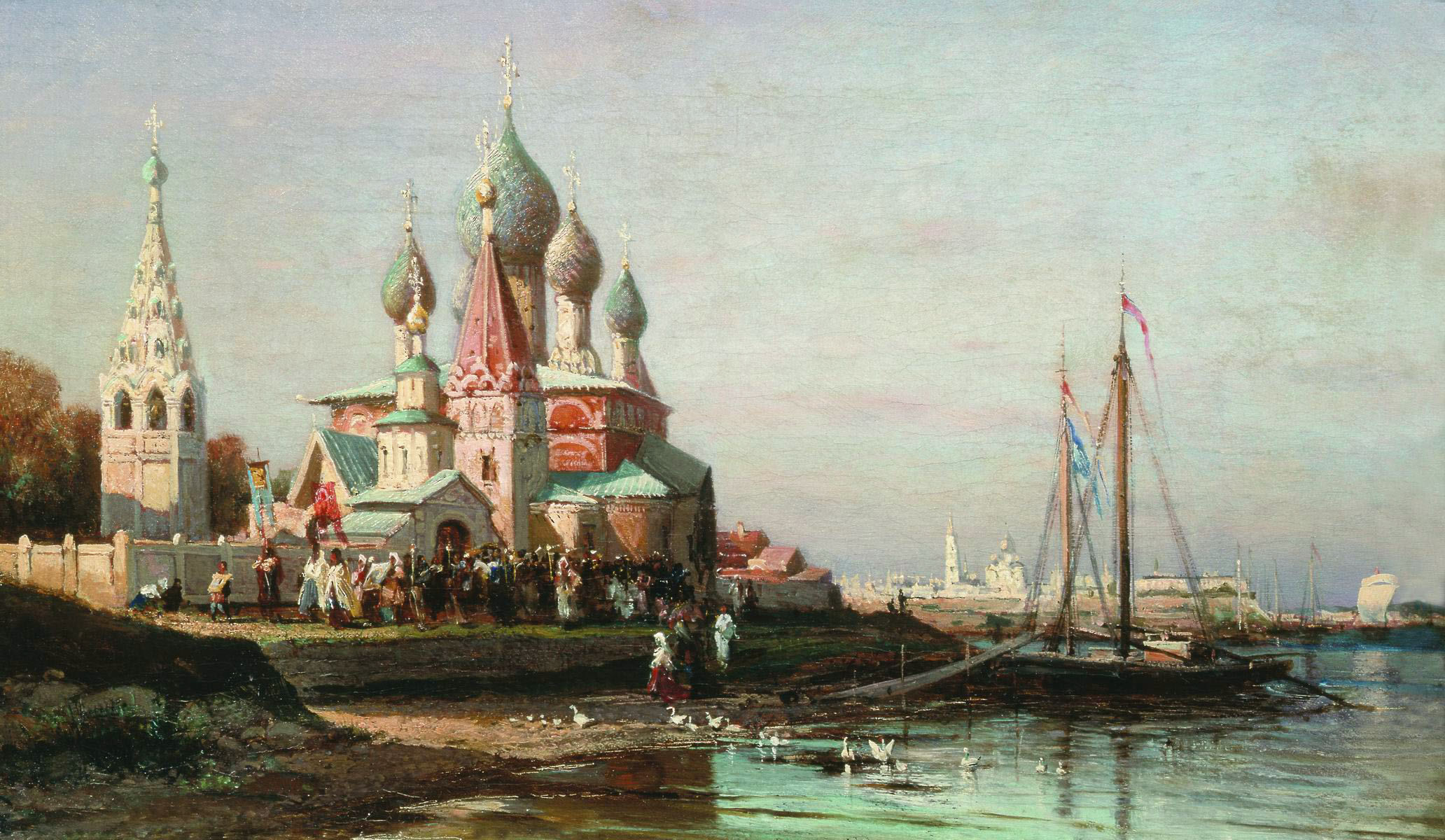
Alexei Bogoljubow. Eine Kreuzprozession in Jaroslawl, 1863

1658 ereignete sich in Jaroslawl erneut ein größerer Flächenbrand, der fast alle bis dahin bestandenen Holzbauwerke in der Stadt einschließlich des Kremls vernichtete. Ab dieser Zeit begann sich die bis heute erhaltene städtebauliche Struktur Jaroslawls zu bilden, bei der nunmehr sowohl sakrale als auch profane Gebäude in Stein errichtet wurden. Durch die rege Bauaktivität erfuhr in Jaroslawl binnen weniger Jahrzehnte auch das Ziegeleihandwerk eine beachtliche Verbreitung.
Ab dem Anfang des 18. Jahrhunderts wandelte sich Jaroslawl von einem Handelszentrum zunehmend zu einem Hort des Handwerks und der Industrie, was auch darauf zurückzuführen war, dass mit der Gründung Sankt Petersburgs 1703 die einstige Bedeutung des russischen Nordmeerhafens von Archangelsk für den Außenhandel zurückging. Das von Jaroslawler Kaufleuten in den Jahrzehnten des florierenden Außenhandels angesammelte Kapital erlaubte es ihnen jedoch, in neue ehrgeizige Projekte zu investieren und damit die Entwicklung Jaroslawls als Industriestadt einzuleiten. 1722 wurde mit der Textilmanufaktur von Iwan Tames am rechten Kotorosl-Ufer das erste Industriebetrieb der Stadt und seinerzeit eine der ersten Textilmanufakturen Russlands eröffnet. Sie ist als Textilfabrik Krasny Perekop (russ. Красный Перекоп) bis heute in Betrieb. Neben der Textilindustrie spielte das Lederhandwerk auch im 18. Jahrhundert unvermindert eine Schlüsselrolle im wirtschaftlichen Leben der Stadt.

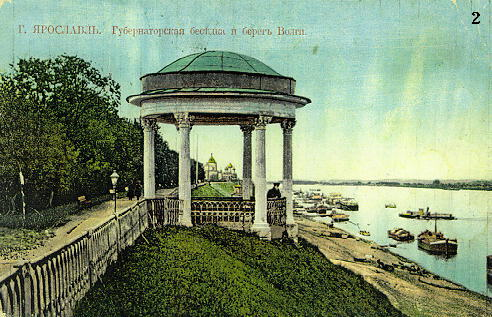
Wolga-Promenade mit dem dekorativen Pavillon. Postkarte, um 1915

In den 1770er-Jahren stieg Jaroslawl aufgrund seiner wirtschaftlichen Wichtigkeit und der hohen Bevölkerungszahl zu einem Provinzzentrum auf: Im Zuge der im gesamten Russischen Reich unter Kaiserin Katharina II. „der Großen“ vorangetriebenen Verwaltungsreform erhielt Jaroslawl 1778 ein eigenes Stadtwappen und wurde 1777 Zentrum einer Statthalterschaft und 1796 eines Gouvernements des Zarenreichs. Als Verwaltungszentrum eines hohen Rangs erhielt Jaroslawl wie alle anderen Provinzhauptstädte des Reichs 1778 einen Bebauungs-Generalplan. Dies leitete eine neue Welle von Bauaktivitäten in der Stadt ein, deren Spuren vielfach bis heute zu sehen sind. Um den als zentralen Platz der Stadt gewählten Elija-Platz mit der Prophet-Elija-Kirche herum bildete sich ein fächerartiges Netz aus repräsentativen Straßen mit zwei- bis dreigeschossigen Bauten vorwiegend im klassizistischen Stil. Ein prominentes Beispiel hierfür ist das ehemalige Haus der Wohltätigkeit (1786), das heute eines der Gebäude der Universität Jaroslawl ist.
Das 19. Jahrhundert war für Jaroslawl sowohl durch weitere bedeutende städtebauliche Aktivitäten als auch durch stetige Industrialisierung und Ausbau der Infrastruktur gekennzeichnet. 1803 wurde mit der Lehranstalt höherer Wissenschaften eine Höhere Schule eröffnet. Als Alexandre Dumas 1858/1859 Russland bereiste und Jaroslawl besuchte, war dieses Gymnasium eines von nur sieben Gymnasien in ganz Russland. Dieses Gymnasium gilt als Vorläufer der heutigen Universität Jaroslawl. 1812 entstand gegenüber dem Verklärungs-Kloster die erste feste Brücke über die Kotorosl, und 1820 wurde das Uferstück der Wolga nahe dem Jaroslawler Stadtkern befestigt und zu einer Promenade ausgebaut, an der später etliche weitere Bauten im klassizistischen Stil (darunter das Haus des Gouverneurs (1821–1823), heute ein Gebäude des Kunstmuseums) erbaut wurden.
1860 wurde Jaroslawl durch die erste Telegrafenlinie mit Moskau und anderen Städten verbunden, 1870 folgte mit der Strecke zwischen Jaroslawl und Moskau der erste Eisenbahnanschluss. 1873 wurde in der Stadt eine Wasserleitung in Betrieb genommen, und 1899 begannen die Bauarbeiten an der ersten Linie der elektrischen Straßenbahn, die Ende 1900 eröffnet wurde. Kurz vor der Jahrhundertwende hatte Jaroslawl laut der ersten gesamtrussischen Volkszählung von 1897 rund 71.600 Einwohner.

### 20. und 21. Jahrhundert

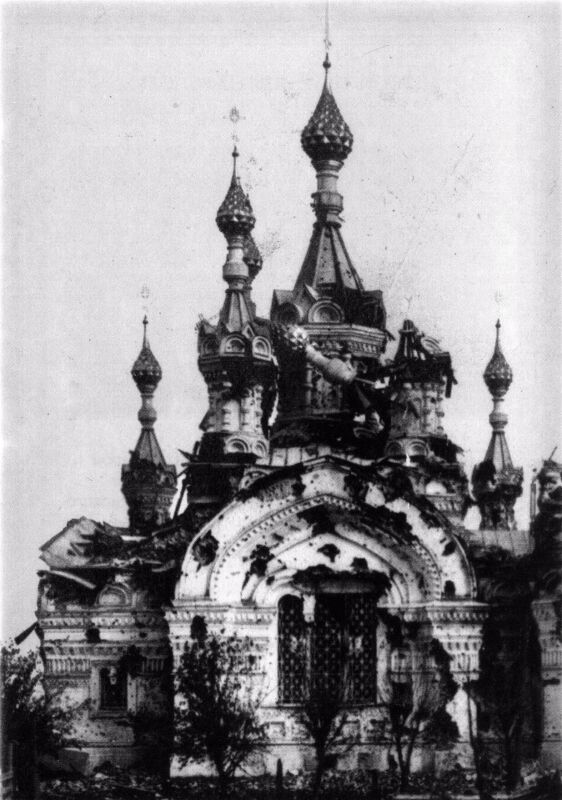
Eine nach dem Aufstand zerstörte Kirche in Jaroslawl. Diese wurde 1930 abgebrochen.

Noch unmittelbar vor Beginn des Ersten Weltkrieges galt Jaroslawl als wohlhabende Industriestadt mit einer für damalige Verhältnisse gut ausgebauten Infrastruktur. Jedoch führten die Ereignisse der Oktoberrevolution 1917 und des Bürgerkrieges 1917–1920 für mehrere Jahre zum wirtschaftlichen Niedergang, was in Jaroslawl zu einem erheblichen Bevölkerungsrückgang führte. Besonders gravierende Folgen für die Stadt hatte der sogenannte Aufstand von Jaroslawl, der sich vom 6. bis zum 21. Juli 1918 ereignete. Dabei versuchte eine Gruppe konservativer Aktivisten, die neue bolschewistische Staatsmacht im Gouvernement Jaroslawl durch einen bewaffneten Aufstand zu stürzen. Den Aufständischen gelang es zunächst, große Teile der Stadt unter ihre Kontrolle zu bringen, daraufhin kesselten die Bolschewisten Jaroslawl ein, beschossen die Stadt mehrere Tage lang mit Artillerie und bombardierten sie aus der Luft. Der Aufstand wurde niedergeschlagen, über 600 Menschen kamen in der Stadt ums Leben, außerdem wurden mehr als 2000 Gebäude zerstört oder schwer beschädigt.
Die Wirtschaft Jaroslawls kam erst wieder in der Frühsowjetzeit im Zuge der rasch vorangetriebenen Industrialisierung der Sowjetunion in Schwung. Als wichtige Meilensteine für die Jaroslawler Wirtschaft in dieser Zeit gelten die Inbetriebnahme des ersten Kraftwerkes im Jahre 1926, der Beginn der Massenproduktion von Synthesekautschuk im Werk SK-1, die wiederum den Weg frei machte für die heimische Herstellung von Automobil- und Flugzeugreifen im 1928 gegründeten Jaroslawler Reifenwerk, sowie die Inbetriebnahme des Gummi-Asbest-Kombinats im Jahre 1933. Auch das 1916 gegründete Automobilwerk Jaroslawl erlangte in den 1930er-Jahren überregionale Bekanntheit, indem es unter anderem Muldenkipper, Sattelzüge und Autobusse, aber auch Straßenbahnen und Oberleitungsbusse für den Einsatz in Moskau herstellte.

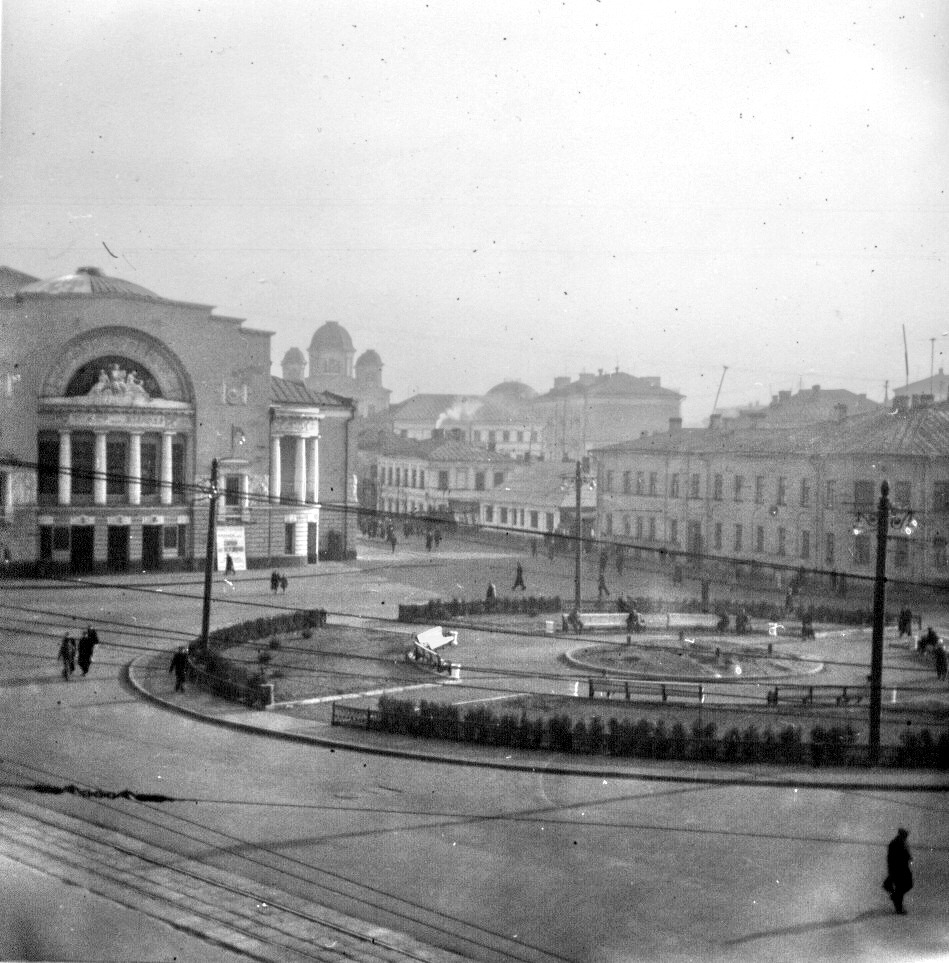
Wolkow-Platz und Wolkow-Theater in Jaroslawl. Fotografie, 1959

In den Jahren des Zweiten Weltkriegs blieb Jaroslawl zwar von einer Besetzung durch die deutsche Wehrmacht verschont, da diese letztlich nicht bis Moskau und östlich davon vorrücken konnte. Dennoch wurde die Stadt, vor allem aufgrund ihrer verkehrstechnisch bedeutenden Lage, – die 1913 errichtete Eisenbahnbrücke über die Wolga in Jaroslawl war damals die einzige Brücke im Oberlauf des Flusses – in den Jahren 1942–1943 mehrmals von Luftangriffen heimgesucht. So kamen bei einem der folgenschwersten Luftangriffe in der Nacht auf den 11. Juni 1943 über 120 Menschen in der Stadt ums Leben, rund 150 weitere wurden verletzt, zudem wurden über 200 Gebäude (darunter einige Werkshallen der Reifenfabrik) vollständig zerstört. Die meisten Industriebetriebe der Stadt, darunter das Reifenwerk sowie die Automobil- und die Textilfabrik, stellten ihre Produktion in den Kriegsjahren auf Rüstungsgüter und Armeebedarf um. Insgesamt fielen an den Fronten des Zweiten Weltkrieges über 200.000 Menschen aus der Jaroslawler Gegend. An sie erinnert ein 1968 aufgestelltes Mahnmal mit Gedenkflamme an der Mündung der Kotorosl.
Während der Belagerung Leningrads fand eine Vielzahl von Kindern, die von dort über den zugefrorenen Ladogasee (die sogenannte Straße des Lebens) evakuiert werden konnten, in Jaroslawl Zuflucht und eine neue Heimat. Darüber hinaus bestand in Jaroslawl in den Nachkriegsjahren das Kriegsgefangenenlager 276 für deutsche Kriegsgefangene des Zweiten Weltkriegs.
In der zweiten Jahrhunderthälfte setzte sich die Industrialisierung und der Ausbau der Stadt fort: 1961 wurde eine Erdölraffinerie in Betrieb genommen, und ab den 1960er-Jahren entstanden neue Wohnviertel im gesamten Stadtgebiet, darunter auch am linken Ufer der Wolga, das 1965 durch eine neue Straßenbrücke mit der Innenstadt verbunden wurde. 1968 überstieg die Bevölkerungszahl Jaroslawls erstmals in seiner Geschichte 500.000 Einwohner und stieg bis in die 1990er-Jahre hinein stetig weiter an.

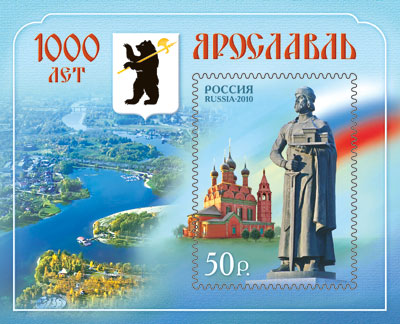
Russische Briefmarke zum 1000-jährigen Bestehen von Jaroslawl

Im Juli 2005 wurde das architektonische Ensemble der Jaroslawler Innenstadt von der UNESCO in die Welterbeliste aufgenommen. Die Unterschutzstellung erfolgte nach den Kriterien 2 („ein herausragendes Beispiel des Zusammenwirkens kultureller und architektonischer Einflüsse zwischen Westeuropa und dem Russischen Reich“) und 4 („ein herausragendes Beispiel der von Kaiserin Katharina der Großen angeordneten Stadtplanungsreform in ganz Russland, verwirklicht zwischen 1763 und 1830“). Im gleichen Jahr begannen die Vorbereitungen für die Feierlichkeiten zum 1000-jährigen Bestehen Jaroslawls, die am zweiten Septemberwochenende 2010 begangen wurden. Im Rahmen der Vorbereitungen des Jubiläums wurde von der Stadtverwaltung zahlreiche Maßnahmen zur Modernisierung und Ausweitung der städtischen Infrastruktur durchgeführt, für deren Realisierung die Stadt Zuschüsse aus dem russischen Staatshaushalt erhielt. So wurde im Rahmen dieses Investitionsprogramms im Jahr 2006 eine neue Straßenbrücke über die Wolga in Betrieb genommen, die aus diesem Anlass Jubiläumsbrücke benannt wurde, und im August 2008 wurde der Jaroslawler Zoo eröffnet, der zum September 2010 nochmals erweitert wurde.
Am 7. September 2011 ereignete sich bei Jaroslawl ein Flugzeugabsturz mit über 40 Todesopfern.
Im Jahr 2012 wählten die Bürger Jewgenij Urlaschow, der sich von der Kreml-Partei „Einiges Russland“ losgesagt hatte, trotz jeglicher möglicher Obstruktion durch die Behörden zum Bürgermeister. Nach nur einem Jahr – und nachdem er erklärt hatte, bei den Wahlen zum Gouverneur zu kandidieren – wurde er unter dem Vorwurf einer angeblich geforderten Schmiergeldzahlung verhaftet und 2016 zu 12,5 Jahren strenger Lagerhaft und einer Geldstrafe in Höhe von umgerechnet rund einer Million Euro verurteilt.

## Einwohnerentwicklung und Bevölkerung
Die Volkszählung im Jahr 2010 ergab für Jaroslawl eine Bevölkerungszahl von 591.486 Einwohnern, womit Jaroslawl Platz 23 unter den größten Städten Russlands belegt. Die Bevölkerung der Stadt setzt sich fast ausschließlich aus ethnischen Russen zusammen, die meisten Einwohner sind russisch-orthodoxen Glaubens. Andere Ethnien und Glaubenskonfessionen spielen in Jaroslawl nur eine untergeordnete Rolle, jedoch gibt es in der Stadt eine Moschee, die 1914 auf Initiative der tatarischen Gemeinde der Stadt erbaut wurde, sowie ein jüdisches Gemeindezentrum mit Synagoge.
Die höchste Bevölkerungszahl seiner Geschichte mit über 636.000 Einwohnern erreichte Jaroslawl Anfang der 1990er-Jahre, in den nachfolgenden Jahren schrumpfte die Zahl erheblich, wie es in den meisten Städten Russlands während der Wirtschaftskrisen der 1990er-Jahre der Fall war. Die folgende Tabelle zeigt die gerundeten Einwohnerzahlen seit dem Beginn der Erfassung im Jahr 1811 an. Auffallend ist die beinahe Verdoppelung der Einwohnerzahl binnen eines Jahrzehnts in den 1930er-Jahren – eine Folge der Zwangskollektivierung und der resultierenden Landflucht in der Sowjetunion zu jener Zeit. Ein signifikanter Bevölkerungsrückgang war hingegen in den Jahren der Revolutionen und des Bürgerkriegs (zwischen 1914 und 1923) zu verzeichnen.
| Jahr  | Einwohner |
| ----- | --------- |
| 1811  | 23.800    |
| 1840  | 34.900    |
| 1856  | 26.900    |
| 1863  | 27.700    |
| 1897* | 71.616    |
| 1914  | 111.200   |
| 1923  | 91.000    |
| 1926* | 112.200   |
| 1931  | 155.500   |
| 1939* | 299.359   |

| Jahr  | Einwohner |
| ----- | --------- |
| 1956  | 374.000   |
| 1959* | 407.071   |
| 1962  | 443.000   |
| 1967  | 498.000   |
| 1970* | 517.314   |
| 1973  | 549.000   |
| 1976  | 576.000   |
| 1979* | 596.951   |
| 1982  | 614.000   |
| 1986  | 630.000   |

| Jahr  | Einwohner |
| ----- | --------- |
| 1989* | 632.991   |
| 1992  | 636.900   |
| 1996  | 627.500   |
| 1998  | 623.300   |
| 2002* | 613.088   |
| 2005  | 605.200   |
| 2007  | 604.000   |
| 2008  | 605.200   |
| 2010* | 591.486   |

## Politik

### Heraldik
Jaroslawl verfügt mit einem Stadtwappen und einer Stadtflagge über zwei eigene heraldische Symbole. Beiden ist das an die Stadtgründungslegende angelehnte Motiv mit dem Bären und der Streitaxt gemein.

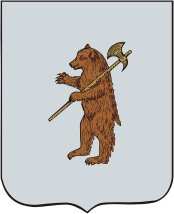
Erstes Stadtwappen von 1778

Das erste Wappen Jaroslawls wurde am 31. August 1778 zum offiziellen Stadtsymbol erhoben. Damals bestand es lediglich aus einem silberfarbenen Schild mit der Abbildung eines Bären, der mit der linken Vordertatze eine goldene Streitaxt mit einem ebenfalls goldenen Griff hält. 1856 wurde das Wappen durch eine neue Fassung ersetzt, bei der die Abbildung des Bären zusätzlich mit einer stilisierten kaiserlichen Krone oberhalb des Schildes sowie mit goldenen Eichenzweigen und dem Blauen Band des Andreasordens rund um den Schild versehen ist. In dieser Ausführung blieb das Wappen bis 1918 als Stadtsymbol in Kraft. Nach der Abschaffung der zaristischen Stadt- und Provinzsymbole durch die sowjetische Staatsmacht hatte Jaroslawl bis Ende des 20. Jahrhunderts offiziell kein Stadtwappen. Die dritte und aktuelle Fassung wurde am 23. August 1995 durch die Stadtverwaltung gebilligt. Sie ist motivisch an die Fassung von 1856 angelehnt, enthält jedoch keine Darstellung der Eichenzweige und des Blauen Bandes. Auch wurde dort die Zarenkrone oberhalb des Schildes durch die Mütze des Monomach – ein Symbol der russischen Autokratie und auch sonst ein häufiges Motiv in der Heraldik russischer Städte – ersetzt.
Die Stadtflagge Jaroslawls wurde als zusätzliches Stadtsymbol mit Wirkung vom 22. Mai 1996 eingeführt. Sie zeigt das Stadtwappen in der Fassung von 1995 auf hellblauem rechteckigem Flaggentuch, wobei das Wappen mindestens ein Drittel der Fläche des Tuchs einnehmen muss.

### Verwaltung
Die Stadtverwaltung Jaroslawls besteht aus dem Bürgermeisteramt (merija, russ. мэрия), dessen Chef (und damit Oberhaupt der Stadt) der Bürgermeister ist, sowie aus der Munizipalität (муниципалитет), deren Mitglieder im Zuge der Kommunalwahlen bestimmt werden.

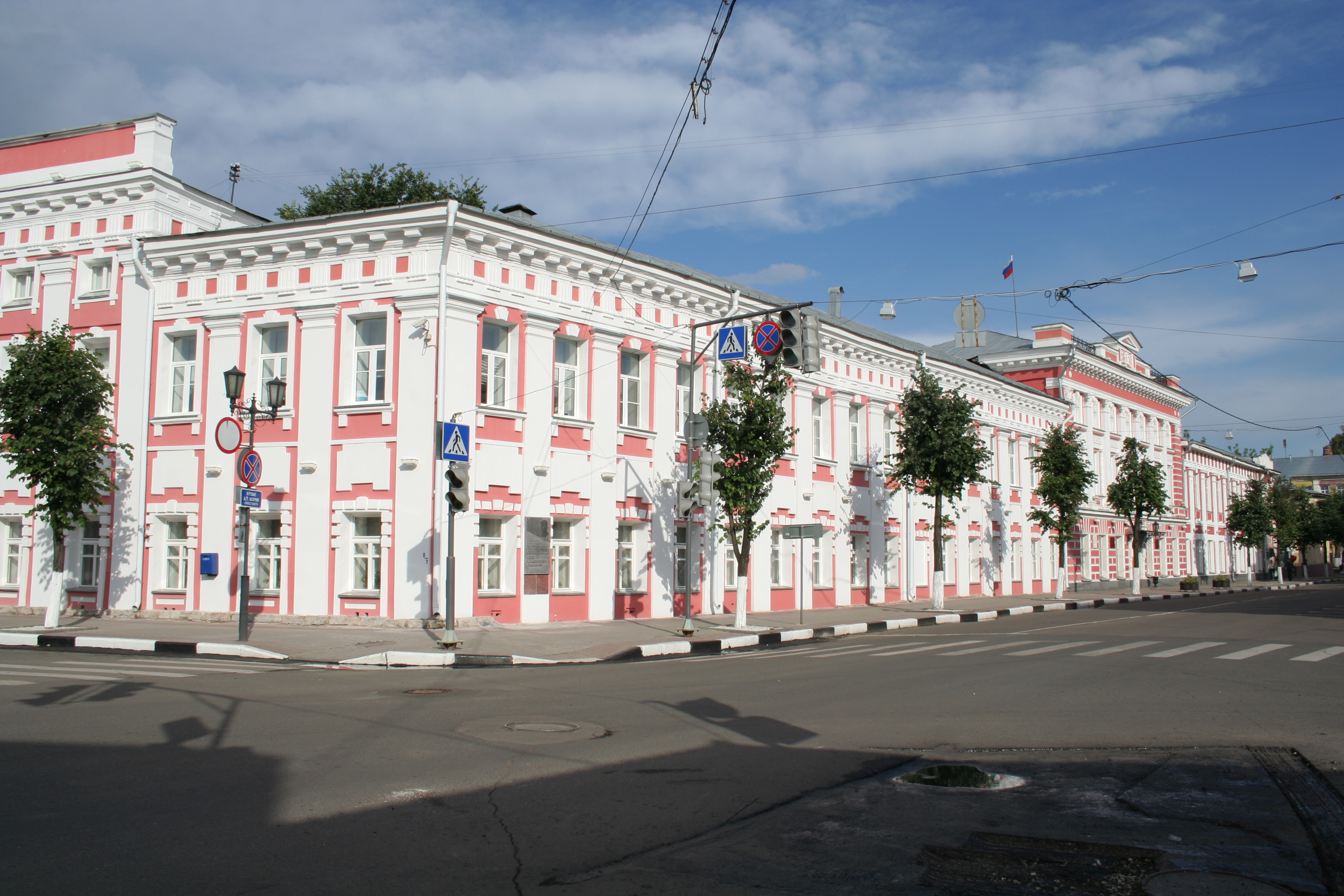
Das Gebäude des Jaroslawler Bürgermeisteramtes

Das Bürgermeisteramt nimmt in der Machtstruktur der Stadt die Rolle der Exekutive ein. An seiner Spitze steht der Bürgermeister, der alle vier Jahre von Bürgern der Stadt direkt gewählt wird. Dieses Amt wurde von Dezember 1991 bis April 2012 von Wiktor Wladimirowitsch Wolontschunas von der Partei Einiges Russland bekleidet, der seine erste Amtszeit nach der Ernennung durch den damaligen Präsidenten Jelzin antrat und danach viermal wiedergewählt wurde. Ab April 2012 hatte der als Unabhängiger gegen den Kandidaten der Regierungspartei angetretene Jewgeni Robertowitsch Urlaschow von der Partei Bürgerplattform das Amt des Bürgermeisters von Jaroslawl inne. Er wurde 2013 „mittels eines dubiosen Korruptionsprozesses“ aus dem Amt gedrängt. Neben dem Bürgermeister gibt es acht Vize-Bürgermeister, von denen jeder über ein bestimmtes Ressort verantwortlich zeichnet. Innerhalb eines Ressorts bestehen jeweils etwa zwei bis sechs Fachdepartements, die dem jeweiligen Vize-Bürgermeister unterstehen. Beispielsweise sind dem Apparat des Vize-Bürgermeisters für Sozialpolitik und Kultur sechs Departements (Soziale Sicherung und Arbeitsförderung, Körperkultur und Sport, Jugendpolitik, Bildung, Gesundheitswesen sowie Kulturpolitik) untergeordnet.
Die Munizipalität der Stadt stellt das legislative Organ der lokalen Selbstverwaltung dar und entspricht damit in ihrer Funktion im Wesentlichen einem Stadtparlament bzw. einer Stadtduma. Sie besteht aus 36 Abgeordneten, die für die Dauer von vier Jahren in ihren jeweiligen Wahlkreisen gewählt werden. In den regelmäßigen Sitzungen der Munizipalität wird unter anderem über die Zusammensetzung und Verwendung des Stadthaushalts entschieden. Ein Rechnungshof sowie vier Fachkommissionen haben die Kontrollfunktion über dem Handeln der Munizipalität inne.
Jeder der sechs Stadtbezirke verfügt über eine eigene territoriale Verwaltung, die zum Bürgermeisteramt der Stadt gehört. Neben der Stadtverwaltung haben ferner auch die Verwaltung und die Duma der Oblast Jaroslawl ihren Sitz in der Stadt.

### Partnerstädte
Jaroslawl unterhält Partnerschaftsbeziehungen zu sieben ausländischen Städten:
- Jyväskylä, Finnland (seit 1966)
- Poitiers, Frankreich (seit 1970)
- Coimbra, Portugal (seit 1984)
- Kassel, Deutschland (seit 1988)
- Burlington, Vereinigte Staaten (seit 1988)
- Exeter, Vereinigtes Königreich (seit 1989)
- Hanau, Deutschland (seit 1994)

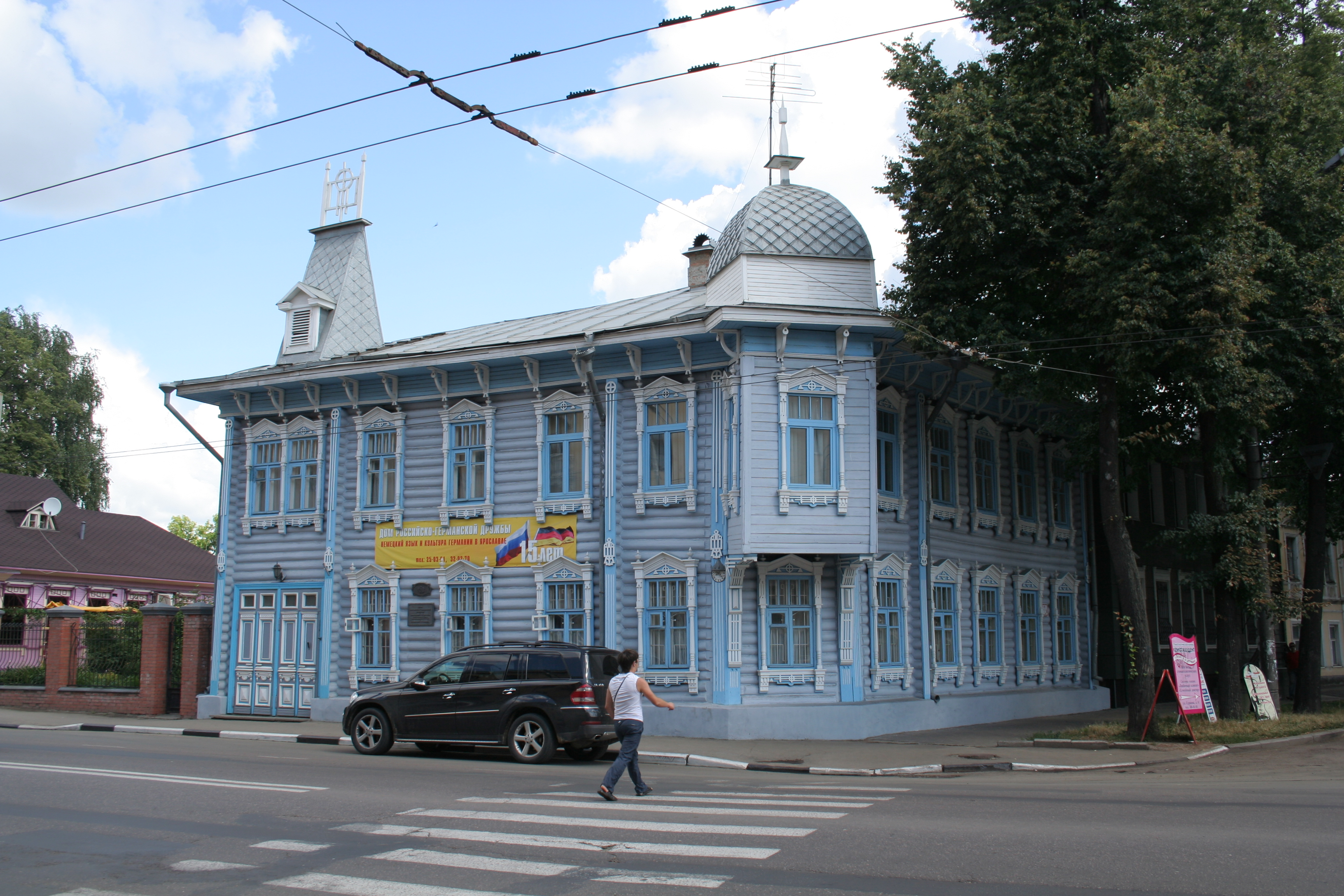
Haus der russisch-deutschen Freundschaft in Jaroslawl

Die Partnerschaft zwischen Jaroslawl und Kassel wurde am 25. Januar 1988 durch ein Abkommen besiegelt, das unter anderem auf eine Initiative der ehemaligen Kosmonautin Walentina Tereschkowa, damals Vorsitzende des Verbandes der sowjetischen Vereine für Auslandsfreundschaften, zurückgeht. Das Abkommen wurde zwischen dem damaligen Kasseler Oberbürgermeister Hans Eichel und dem Jaroslawler Exekutivkomiteevorsitzenden Alexander Rjabkow unterzeichnet. Die Beziehungen der Stadt Jaroslawl zu Deutschland wurden im Mai 1994 durch ein weiteres Partnerschaftsabkommen ergänzt, diesmal mit der Stadt Hanau. Gleichzeitig wurde im Zentrum von Jaroslawl nach rund fünf Jahren Vorbereitungszeit das Haus der Russisch-Deutschen Freundschaft eröffnet, das allen Interessierenden u. a. Austauschprogramme, Beratungsleistungen zum Auslandsstudium sowie deutsche Sprachkurse anbietet. Außerdem ist im Haus ein Hotel untergebracht. In Deutschland werden die Partnerschaftsbeziehungen zwischen Jaroslawl und Kassel vom Verein Partner für Jaroslawl e. V. und diejenigen zwischen Jaroslawl und Hanau vom Verein Freundschaft mit Jaroslawl e. V. koordiniert.

## Kultur und Sehenswürdigkeiten
Jaroslawl gehört zu den acht Städten der Touristenroute des Goldenen Rings nordöstlich von Moskau und ist gleichzeitig die größte unter diesen Städten. Schwerpunktmäßig ist die Stadt durch ihre Architektur bekannt, weist jedoch auch ein nicht zu vernachlässigendes Angebot an kulturellen Attraktionen auf.

### Bauwerke
In Jaroslawl sind trotz der im Bürgerkrieg und bei den Luftangriffen im Zweiten Weltkrieg angerichteten Schäden große Teile der historischen Bausubstanz aus dem 17., 18. und 19. Jahrhundert erhalten geblieben, die die Altstadt zu einem Denkmal des Städtebaus im Russischen Zarenreich machen. Insgesamt zählt das Stadtzentrum Jaroslawls rund 140 einzelstehende Baudenkmäler auf einer Fläche von knapp 600 Hektar. Seit 2005 steht das Ensemble einschließlich des Erlöser-Verklärungs-Klosters auf der Liste des UNESCO-Welterbes. Markante Architekturdenkmäler finden sich aber auch abseits des Stadtzentrums.

#### Altstadt

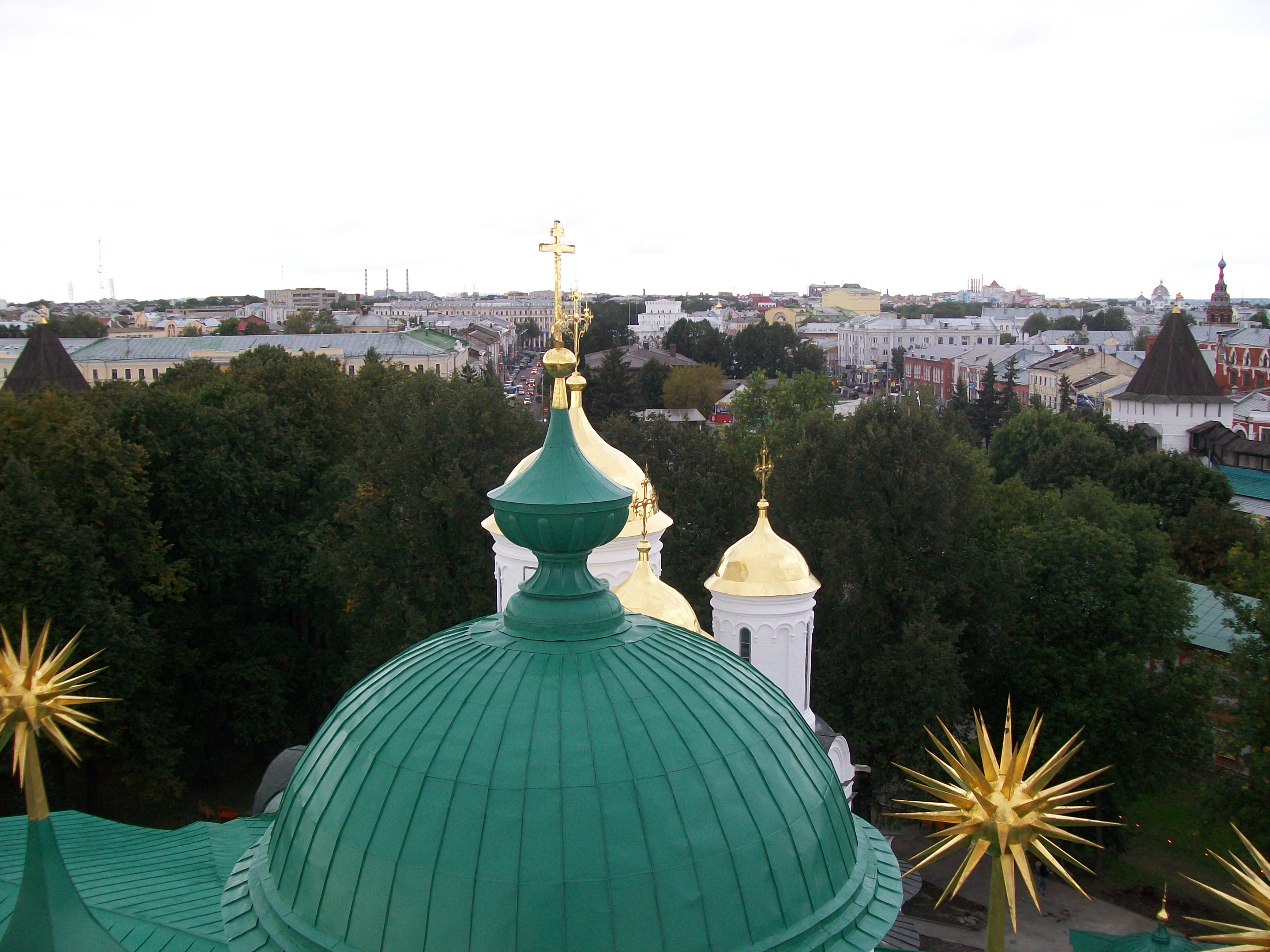
Blick auf das Stadtzentrum vom Glockenturm des Erlöser-Verklärungs-Klosters

Zur Altstadt zählt ein ungefähr dreieckförmiges Areal, das im Süden und im Osten durch die Flüsse Kotorosl bzw. Wolga begrenzt wird und sich auf dem Stadtplan durch ein geometrisches, teilweise fächerartiges Straßennetz aus dem 18. und 19. Jahrhundert kenntlich macht.
Die bekannteste Sehenswürdigkeit dort ist das Erlöser-Verklärungs-Kloster (russisch Спасо-Преображенский монастырь, Spasso-Preobraschenski monastyr) an der Kotorosl. Es wurde vermutlich noch im 12. Jahrhundert gegründet und gilt damit als die älteste Sehenswürdigkeit der Stadt. Zugleich beinhaltet es in seinem Ensemble das älteste erhaltene Bauwerk in Jaroslawl, die Erlöser-Verklärungs-Kathedrale (Спасо-Преображенский собор, Spasso-Preobraschenski sobor) aus dem Jahr 1516. Wie es für mittelalterliche russische Klöster oft galt, erfüllte auch das Jaroslawler Erlöser-Verklärungs-Kloster ursprünglich nicht nur die Funktion eines religiösen Stiftes, sondern auch die einer Zitadelle bzw. eines Kremls, was man anhand der bis heute vollständig erhaltenen Befestigungsmauern mit Wachtürmen aus dem 16. Jahrhundert sehen kann. Innerhalb dieser Mauern stellen die massiven weißen Kirchenbauten mit vielen scheinbar asymmetrisch angeordneten Türmen und aufwändig dekorierten Innenräumen repräsentative Beispiele typisch altrussischer Architektur dar. Außerdem gibt es eine Torkirche, an die sich die ehemaligen Mönchszellen und das Schatzhaus anschließen. Neben seiner historisch wertvollen Architektur spielte das Kloster eine herausragende Rolle in der Geschichte sowohl der Stadt Jaroslawl als auch des russischen Staates. So konnte es in der Zeit der Wirren Anfang des 17. Jahrhunderts eine Belagerung durch polnisch-litauische Truppen erfolgreich abwehren, und von der Klostermauer aus steuerte wenig später das Volksheer um Minin und Poscharski Moskau an, um letzteres ebenfalls von Fremdherrschern zu befreien. Ende des 18. Jahrhunderts wurde hinter den Klostermauern das älteste erhaltene Manuskript des Igorliedes, des bekanntesten Werkes mittelalterlicher russischsprachiger Literatur, gefunden. Dem Igorlied ist auch eine ständige Ausstellung im Kloster gewidmet, in der unter anderem ein mit maximal möglicher Originaltreue nachgebildeter Arbeitsplatz aus dem 12. Jahrhundert des unbekannten Autors des Epos zu sehen ist.

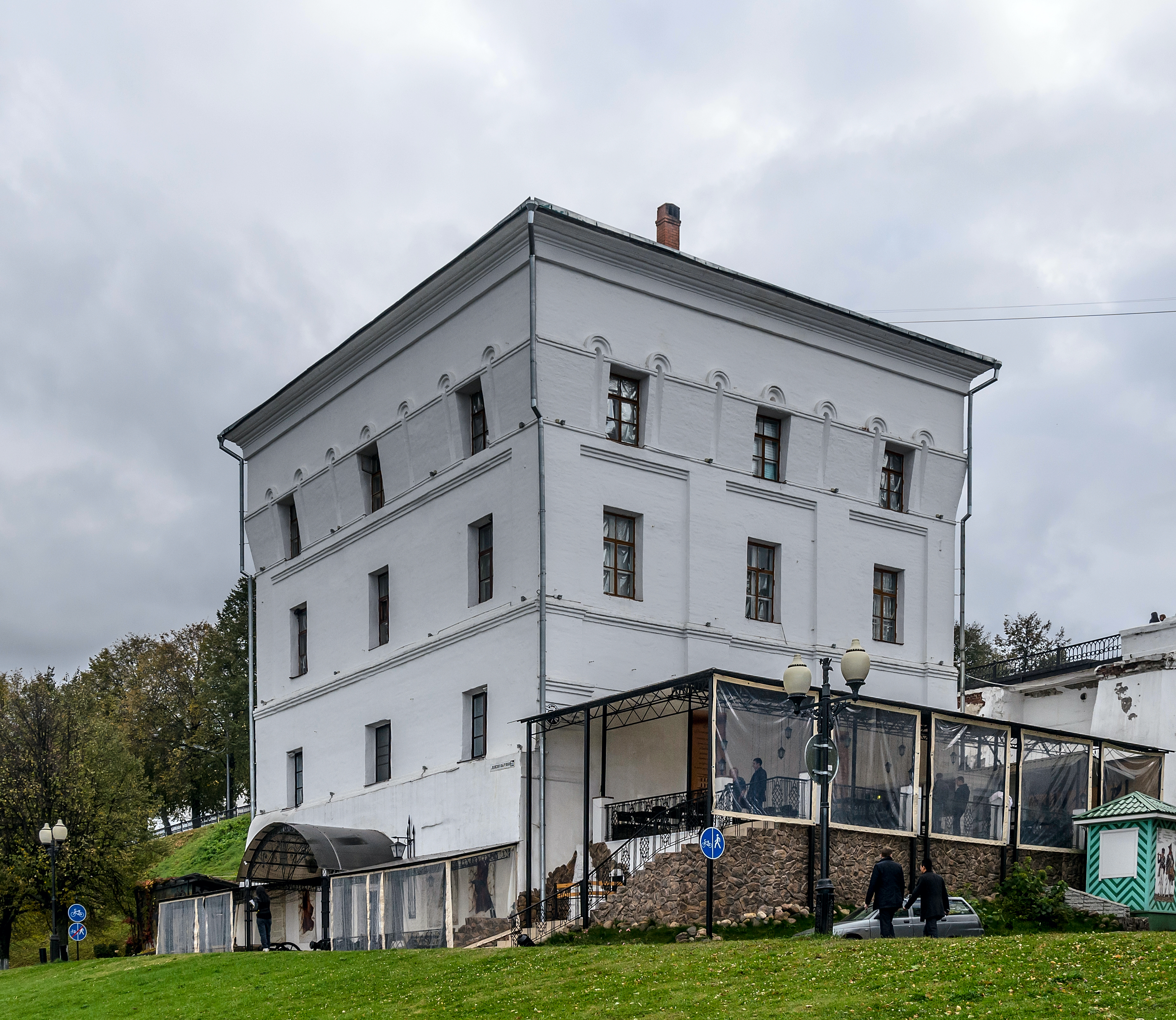
Wolga-Turm

Der ausgedehnte und bis heute sehr verkehrsreiche Platz vor dem Nordtor des Klosters, das als Haupteingang zum selbigen dient, heißt Epiphanien-Platz (Богоявленская площадь, Bogojawlenskaja ploschtschad). Seinen Namen verdankt er der Epiphanien-Kirche (Богоявленская церковь) am südlichen Ende des Platzes und in unmittelbarer Nähe des Kotorosl-Ufers. Dieses Gotteshaus, das mit seinem fünfkuppeligen Abschluss, den halbrunden Kokoschnik-Ornamenten unterhalb des Daches und einem separat angebauten Glockenturm an die traditionelle Moskauer Sakralbaukunst angelehnt ist, entstand in den Jahren 1684–1693 und stellt eines der bekanntesten Beispiele der in der Blütezeit Jaroslawls im 17. Jahrhundert erbauten Kirchen dar. Die aufwändige Freskenbemalung im Innenraum wurde beim Bau der Kirche von Jaroslawler Künstlern ausgeführt.
Die beiden vom Epiphanien-Platz aus in nordwestliche Richtung parallel zueinander verlaufenden Straßen stellen einen Teil des aus dem 18. und 19. Jahrhundert stammenden städtebaulichen Konzeptes für Jaroslawl dar. Sie wurden 1820–1821 als neue Prachtboulevards exakt an der Stelle einer Stadtbefestigungsanlage aus der ersten Hälfte des 16. Jahrhunderts angelegt, welche seinerzeit die Befestigung des Verklärungs-Klosters sowie den aus der Stadtgründungszeit stammenden Holzkreml um eine Reihe von Erdwällen sowie einen künstlichen Wassergraben zwischen der Kotorosl und der Wolga ergänzte. Die Anlagen verloren bis zum 18. Jahrhundert an Bedeutung und wurden Anfang des 19. Jahrhunderts abgerissen. Bis heute erhalten sind lediglich zwei Wachtürme, die während des letzten Umbaus der Stadtbefestigung Mitte des 17. Jahrhunderts in Stein errichtet wurden. Der eine von ihnen heißt Blasius-Turm (Власьевская башня, Wlasjewskaja baschnja) und steht an der ehemaligen Befestigungslinie nordwestlich des Verklärungsklosters, der zweite heißt Wolgaturm (Волжская башня, Wolschskaja baschnja) und befindet sich am Wolgaufer am äußersten südöstlichen Ende der ehemaligen Befestigungslinie.

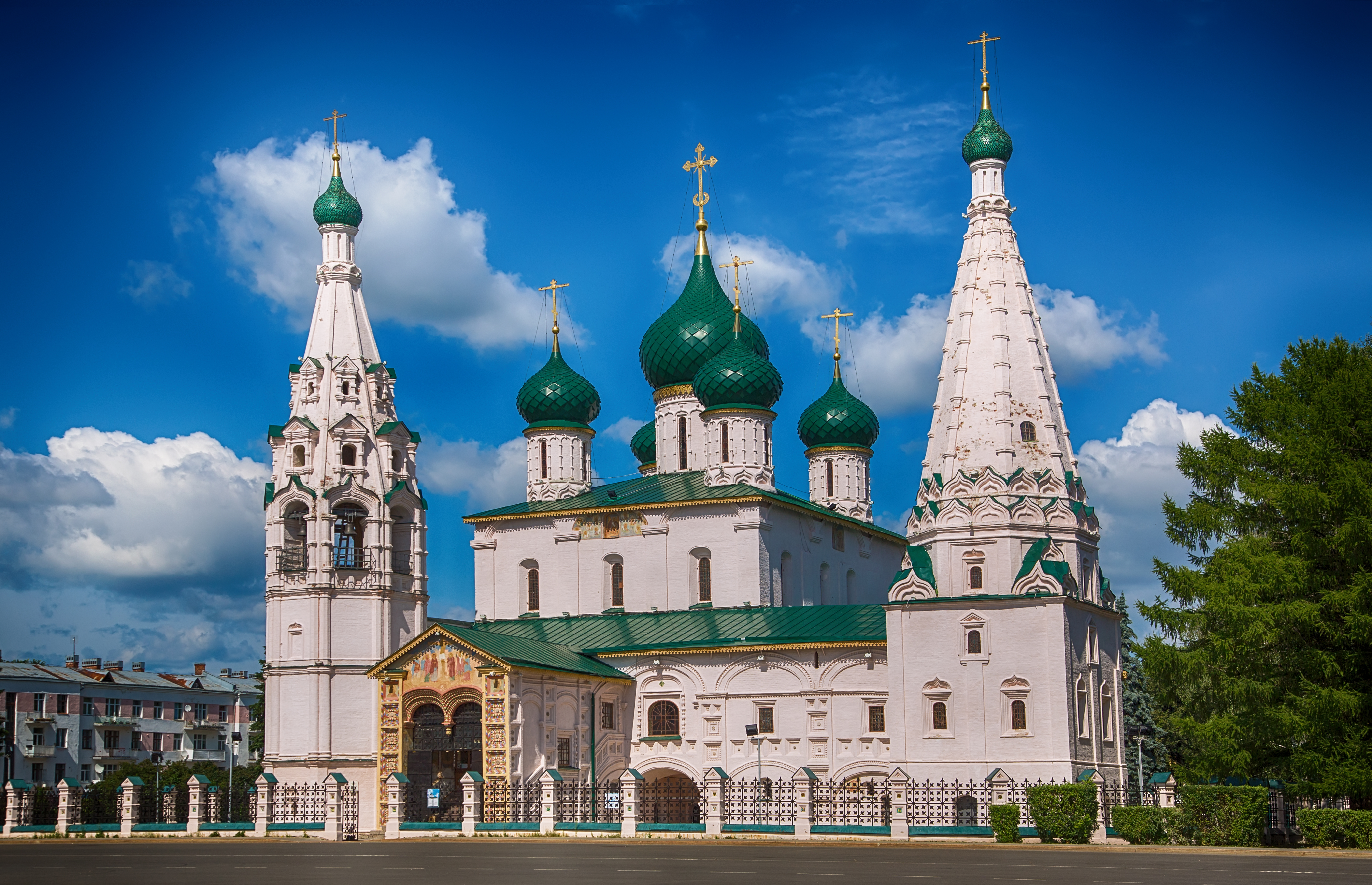
Prophet-Elija-Kirche

An der ehemaligen Befestigungslinie finden sich bedeutende Bauten des Klassizismus, insbesondere die Handelsreihen (Гостиный двор, Gostiny dwor) – diese wurden 1813–1818 kurz nach dem Abriss der Erdwälle erbaut und erinnern mit ihrem ionischen Portikus äußerlich an vergleichbare Markthallenbauten aus dem 19. Jahrhundert in vielen anderen russischen Städten – sowie der 1911 entstandene neoklassische Prachtbau des Wolkow-Theaters. Letzterer steht am Wolkow-Platz (площадь Волкова, Ploschtschad Wolkowa); dort macht der Boulevard entlang der ehemaligen Wälle einen Knick Richtung Nordosten und führt weiter zum Roten Platz (Красная площадь, Krasnaja Ploschtschad) in der Nähe des Wolgaufers. Dieser Platz hat einen gänzlich anderen Namensursprung als der gleichnamige Platz in Moskau: Bedeutete letzterer im altrussischen Sprachgebrauch ursprünglich „schöner Platz“, erhielt der Platz in Jaroslawl seinen heutigen Namen erst in den 1920er-Jahren zu Ehren der Roten Garde. Auch hier sind historische Prachtbauten zu sehen, darunter das dreistöckige ehemalige Haus der Adelsversammlung (Дворянское собрание, Dworjanskoje sobranije), das Hauptgebäude der Universität Jaroslawl in einem ehemaligen Gymnasialgebäude, die 1840 errichtete Lutherische Kirche St. Peter und Paul sowie die 1911 im Jugendstil erbaute Feuerwehr-Beobachtungswarte, die bis in die 1970er-Jahre hinein ihrem ursprünglichen Zweck diente.

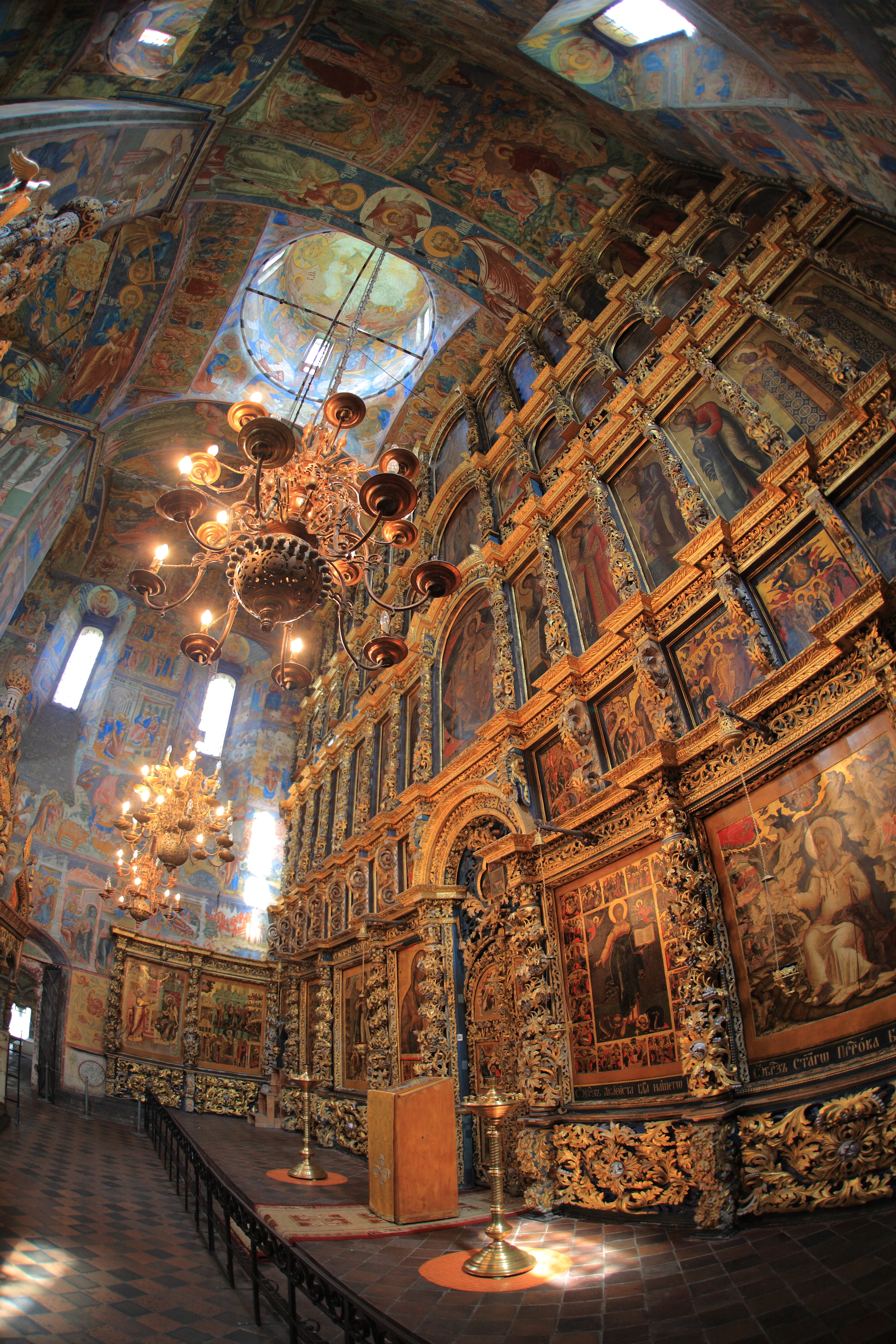
Prophet-Elija-Kirche von innen

Östlich des Boulevards, in den Grenzen der ehemaligen Erdbefestigungen, befindet sich der bis zum Wolgaufer reichende Kern der Altstadt, ein durch ein geometrisches Netz kleiner Straßen geprägtes Viertel, in dessen Mittelpunkt eines der bekanntesten Kirchengebäude Jaroslawls steht. Es ist die Prophet-Elija-Kirche (Церковь Илии Пророка, Zerkow Ilii Proroka), die, genauso wie die Epiphanien-Kirche, ein prominentes Denkmal der Stadtentwicklung im 17. Jahrhundert darstellt. Vor der Fertigstellung des heutigen Baus im Jahr 1650 standen an dessen Stelle verschiedene Vorgängerkirchen, von denen bereits die älteste, die noch zu Herrschaftszeit des Stadtgründers Jaroslaw des Weisen bestand, dem Propheten Elija geweiht war. Die mit fünf Zwiebeltürmen bekrönte Kreuzkuppelkirche, deren Architektur ebenfalls an Moskauer Traditionen angelehnt ist, ist besonders durch ihre Innenbemalung bekannt, welche in ihrer Geschichte von Großbränden und Kriegshandlungen verschont wurde und daher bis heute sehr gut erhalten ist. Die Fresken am Gewölbe und an den Wänden wurden um 1680 von insgesamt 15 Meistern aus Jaroslawl und Kostroma fertiggestellt und stellen ein besonders komplexes und prunkvolles Ensemble an Wandmalereien mit eingängigen Motiven unter anderem aus dem Alten Testament dar. Der Platz, an dem die Kirche samt einem Glockenturm mit Zeltdach und einer ähnlich zeltförmigen Nebenkapelle steht, galt bei der Stadtplanung Jaroslawls im 18. und 19. Jahrhundert als zentraler Platz der Stadt und diente damals auch als Veranstaltungsort für Märkte und Volksfeste.

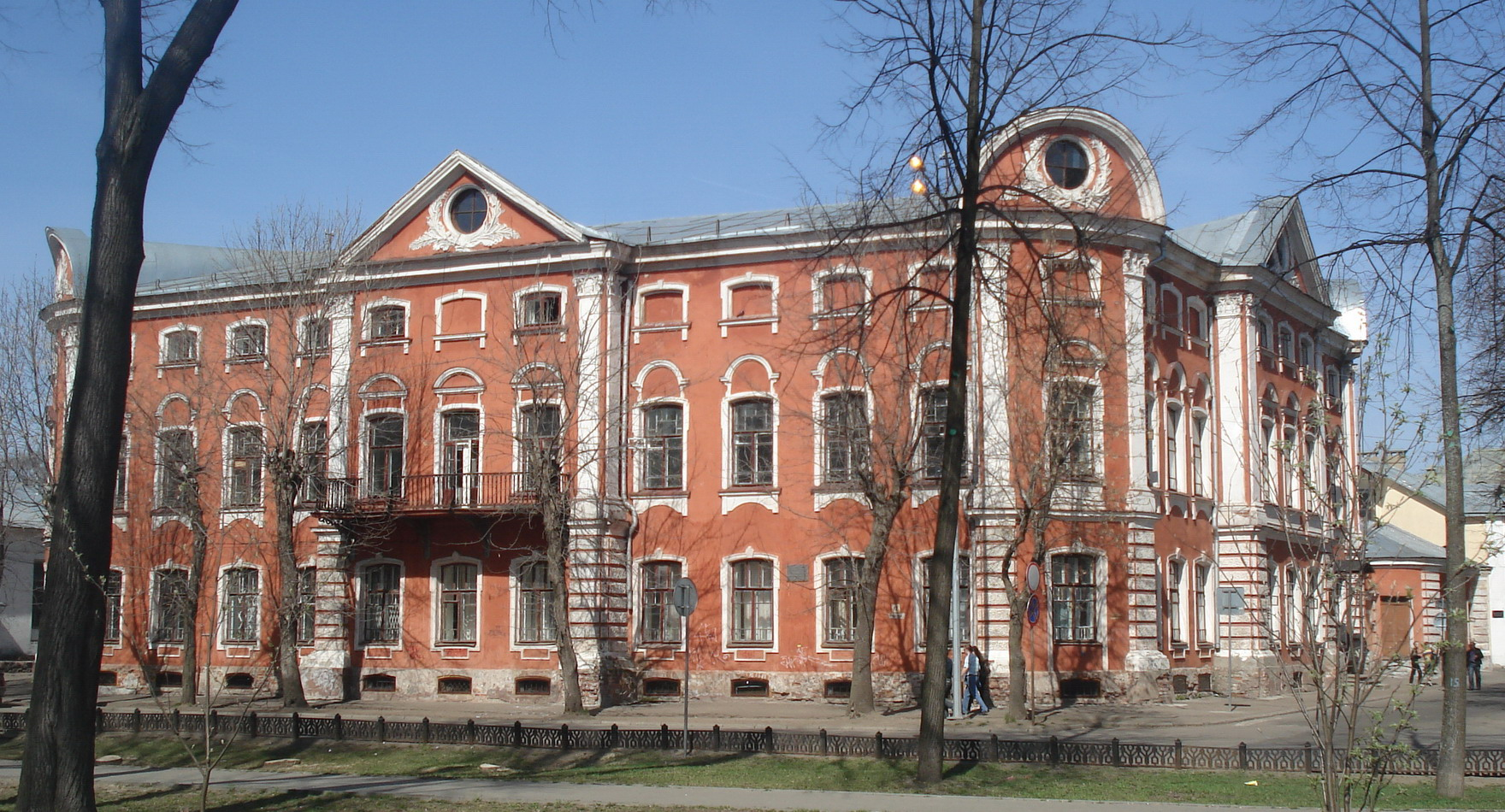
Wachromejew-Haus

Im architektonischen Bild der Straßen des Stadtkerns wechseln sich Kirchengebäude mit vorwiegend klassizistischen Profanbauten aus dem 18. und 19. Jahrhundert ab. Als Beispiele für repräsentative Profanbauten zu nennen sind das im Jugendstil gehaltene ehemalige Privathaus des Großkaufmanns Wachromejew (russ. Дом Вахромеева, Dom Wachromejewa, Ende des 18. Jh.) am Platz vor der Elija-Kirche, die ebendort erbaute ehemalige Gouvernementverwaltung (1785, auch Gebäude der Amtsstellen (Здание присутственных мест, Sdanije prissutstwennych mest) genannt) sowie das ehemalige Haus der Wohltätigkeit (Дом призрения ближнего, Dom prisrenija blischnego, 1786), in dem sich seinerzeit das erste Waisenhaus der Stadt befand und das heute eines der Campusgebäude der Universität Jaroslawl ist. Klassizistisch geprägt ist auch die in den 1820er-Jahren angelegte Wolgapromenade, an der beispielsweise das dekorative Säulenpavillon (1840er-Jahre) über dem Fluss, das Verwaltungsgebäude der Eisenbahndirektion Nord (Mitte des 19. Jh.) und das heutige Gebäude des Jaroslawler Kunstmuseums (1821–1823) auffallen. Im Bereich der Wolgapromenade finden sich ebenfalls mehrere Kirchen: Zu nennen ist die einkuppelige Kirche des Heiligen Nikolaus „der Hoffnungsverheißende“ (Церковь Николы Надеина, Zerkow Nikoly Nadeina), die, 1620–1621 errichtet, zu den Frühbeispielen des Jaroslawler Kirchenbaus gehört und unter anderem durch die in ihrem Inneren erhaltene prunkvolle Ikonostase bekannt ist, deren Ausgestaltung Fjodor Wolkow, dem Gründer des ersten Jaroslawler Theaters, zugeschrieben wird. Bei der etwas weiter nördlich stehenden Christi-Geburts-Kirche (Церковь Рождества Христова, Zerkow Roschdestwa Christowa) aus den Jahren 1635–1644 fällt insbesondere der zeltförmige Glockenturm als eines der seltenen Beispiele eines direkt über dem Kirchentor errichteten Glockenturms auf. Am südlichen Ende der Wolgapromenade steht eines der ältesten erhaltenen Profanbauten der Stadt: Es ist das in den 1680er-Jahren erbaute ehemalige Metropolitenpalais (Митрополичьи палаты, Mitropolitschji palaty), ein zweigeschossiges und vergleichsweise schmuckloses Rechteckgebäude, das heute einen Teil der Exposition des Kunstmuseums beherbergt.

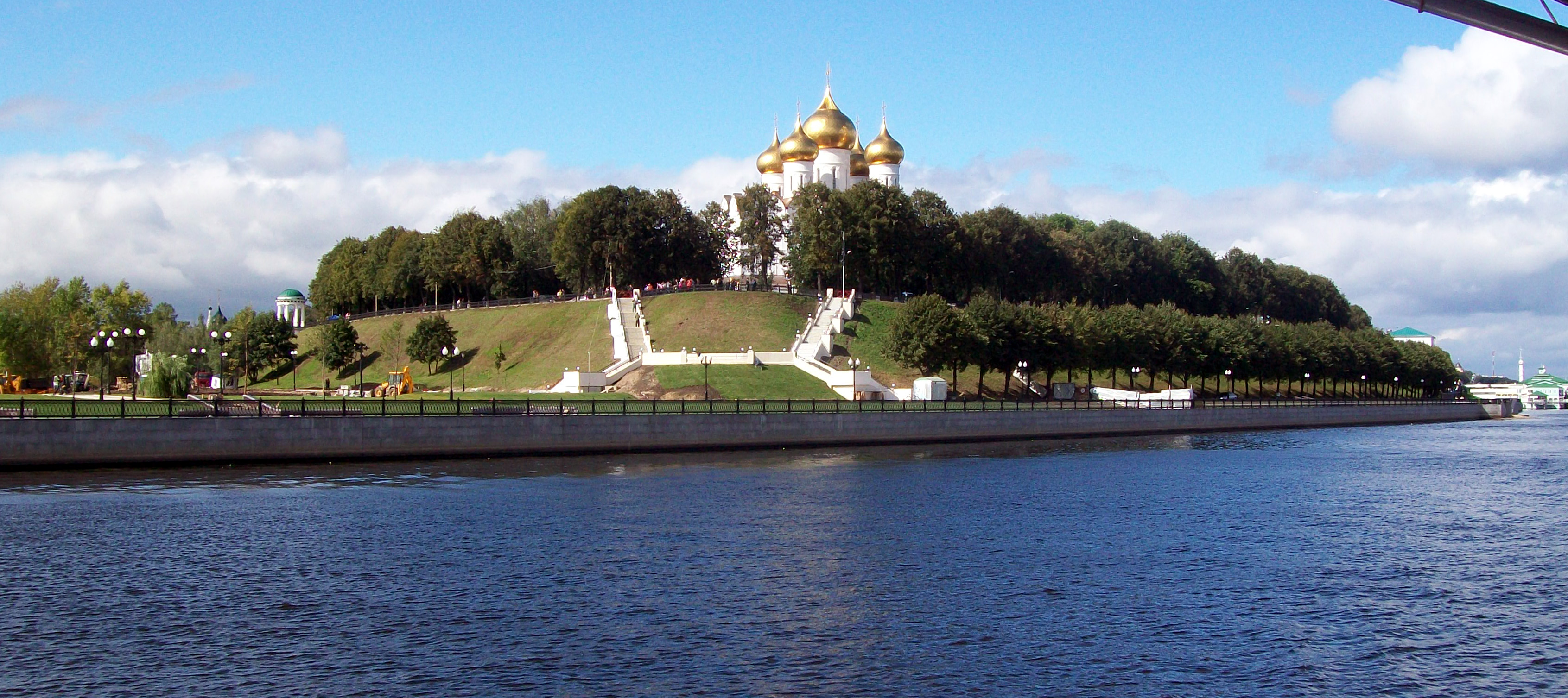
Wiederhergestellte Mariä-Entschlafens-Kathedrale

Der südliche Teil des Stadtkerns, der am Zusammenfluss der Kotorosl mit der Wolga endet, ist ein von Grünflächen geprägtes Areal, dessen erheblicher Teil bis ins 17. Jahrhundert hinein von den hölzernen Befestigungsanlagen des Jaroslawler Kremls (auch Holzstadt (Рубленый город, Rubleny gorod) genannt) umfasst war. Der Kreml selbst brannte 1658 aus und wurde nicht wiederhergestellt, an seine genaue Lage erinnert jedoch bis heute die 1695 erbaute Nikolaus-Kirche in der Holzstadt (Церковь Николы Рубленого, Zerkow Nikoly Rublenogo). Dort in der Nähe stand seit 1642 bis zu ihrem Abriss 1937 die Mariä-Entschlafens-Kathedrale (Успенский собор, Uspenski sobor), die seit 2004 an der gleichen Stelle originalgetreu wiederaufgebaut und während der Feierlichkeiten zum Stadtjubiläum am 12. September 2010 von Patriarch Kyrill geweiht wurde. Folgt man von der ehemaligen Holzstadt dem Verlauf der Uferstraße Richtung Erlöser-Verklärungs-Kloster, sind rechterhand noch zwei weitere Kirchen zu sehen: die 1672 erbaute Erlöser-Kirche in der Stadt (Церковь Спаса на Городу, Zerkow Spassa na Gorodu) und die feierlich anmutende Erzengel-Michael-Kirche (Церковь Архангела Михаила, Zerkow Archangela Michaila) aus dem Jahr 1682.

#### Südliche Innenstadt

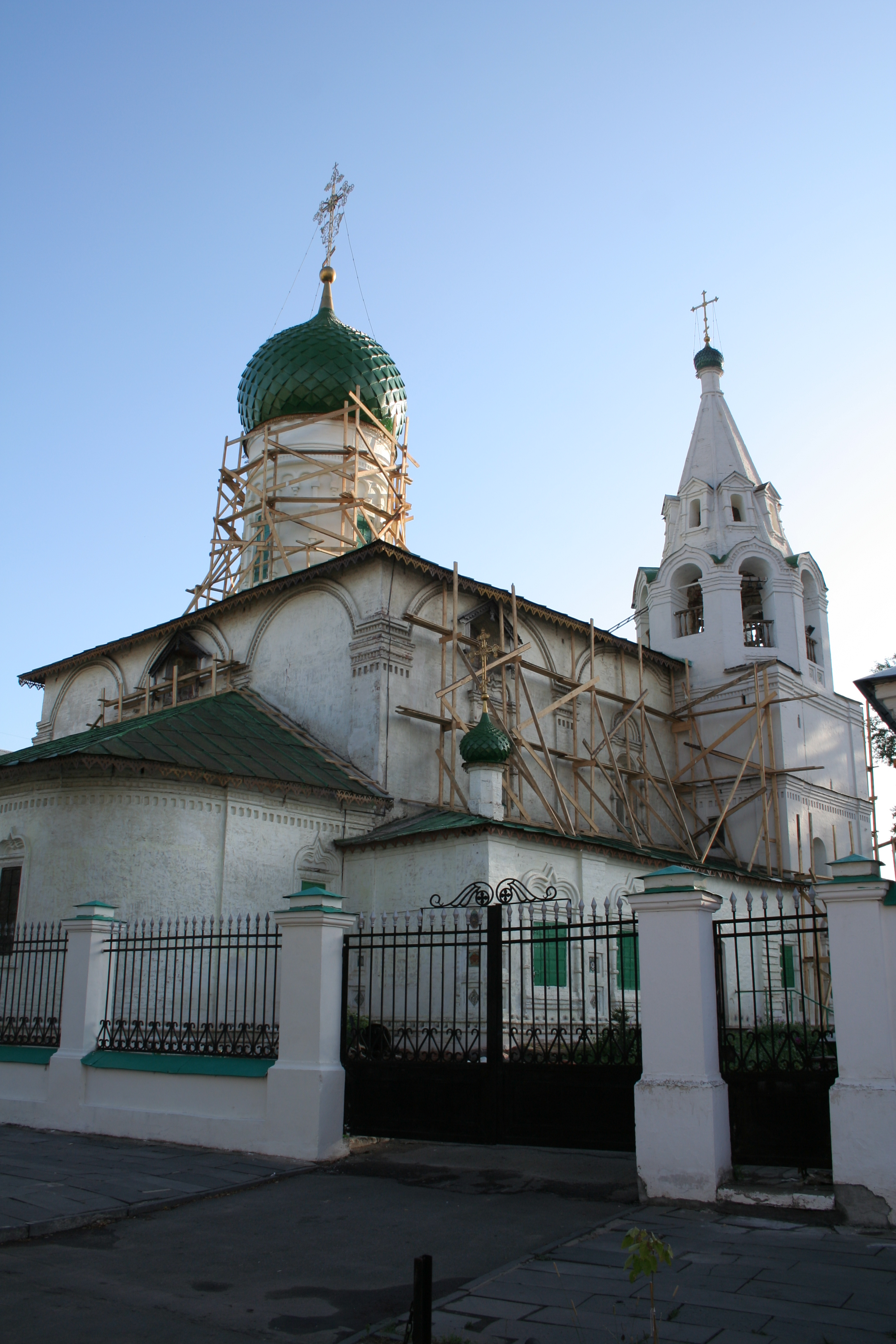
Kirche des Hl. Dimitrios von Thessaloniki

Westlich des Epiphanien-Platzes lassen sich an der Uferpromenade der Kotorosl und in deren Nähe weitere bedeutende Bauwerke ausfindig machen. Bekannt ist beispielsweise ein 1671–1677 errichtetes Ensemble aus zwei Kirchen, der Kirche des Heiligen Dimitrios von Thessaloniki (Церковь Димитрия Солунского, Zerkow Dimitrija Solunskogo) und der Kirche der Huldigung der Gottesmutter (Церковь Похвалы Пресвятой Богородицы, Zerkow Pochwaly Preswjatoi Bogorodizy). Während es beim ersteren um einen eher schlichten einkuppeligen Bau mit angrenzendem Zeltdach-Glockenturm handelt, weist die Kirche der Huldigung der Gottesmutter eine für Jaroslawler Verhältnisse eher unübliche Konstruktion aus einer rechteckigen Basis mit einem toskanischen Acht-Säulen-Portal und einer seitlich angebauten halbrunden Apsis auf. Die Fresken im Inneren der Kirchen stammen aus den 1680er-Jahren. In fußläufiger Nähe des Ensembles, fast unmittelbar am Ufer der Kotorosl, fällt ein weiteres Sakralbaudenkmal aus der Blütezeit Jaroslawls auf: das ist die Kirche des Hl. Nikolaus „der Wasserträger“ (Церковь Николы Мокрого, Zerkow Nikoly Mokrogo) aus den Jahren 1665–1672. Bei ihr handelt es sich um eine fünfkuppelige Kreuzkuppelkirche mit zwei nördlich und südlich angebauten Zeltdachkapellen. Die Fresken im Kircheninneren stammen aus dem Jahr 1673 und beinhalten schwerpunktmäßig Motive aus dem Leben Nikolaus’ von Myra, des Schutzheiligen dieses Gotteshauses.
Ein markantes Beispiel für klassizistische öffentliche Bebauung an der Kotorosl-Promenade ist das ehemalige Gebäude des Geistlichen Konsistoriums (Духовная консистория, Duchownaja konsistorija), das 1815 nach einem Entwurf des italienischstämmigen Stadtbaumeisters Luigi Rusca erbaut wurde. Es hat eine streng symmetrische Konstruktion mit einem Mittelteil, dessen zur Kotorosl hin gewandte Fassade mit einem bis ins zweite Stockwerk reichenden Portal aus ionischen Säulen geschmückt ist, und zwei Mitte des 19. Jahrhunderts angebauten Seitenflügeln.

#### Südlich der Kotorosl
Am rechten Ufer der Kotorosl erstreckt sich direkt gegenüber dem Erlöser-Verklärungs-Kloster eine sehr ländliche Gegend, die von kleinen Straßen mit typisch russischen Holzhäusern geprägt ist. Inmitten dieser Gegend erhebt sich ein Hügel, der auch als Gramberg (Тугова гора, Tugowa gora) bekannt ist. Obendrauf ist ein Kirchengebäude mit anliegendem Friedhof zu sehen. Dabei handelt es sich um die 1691 errichtete Kirche der Märtyrerin Paraskewa Pjatniza (Церковь Параскевы Пятницы, Zerkow Paraskewy Pjatnizy), die an der Stelle einer älteren Kirche erbaut wurde und dem Gedenken an die hier im Jahre 1257 stattgefundene Schlacht der Bewohner Jaroslawls gegen die tatarischen Angreifer dient. Die Jaroslawler verloren damals die Schlacht; viele von ihnen waren gefallen, weshalb diese Anhöhe noch lange Zeit danach als Ort der Trauer diente und vermutlich aus diesem Grund den Namen „Gramberg“ erhielt. Der Friedhof, auf dem seinerzeit auch die Gefallenen der Schlacht ihre letzte Ruhe fanden, gilt als eine der ältesten bis heute erhaltenen Begräbnisstätten in Jaroslawl.

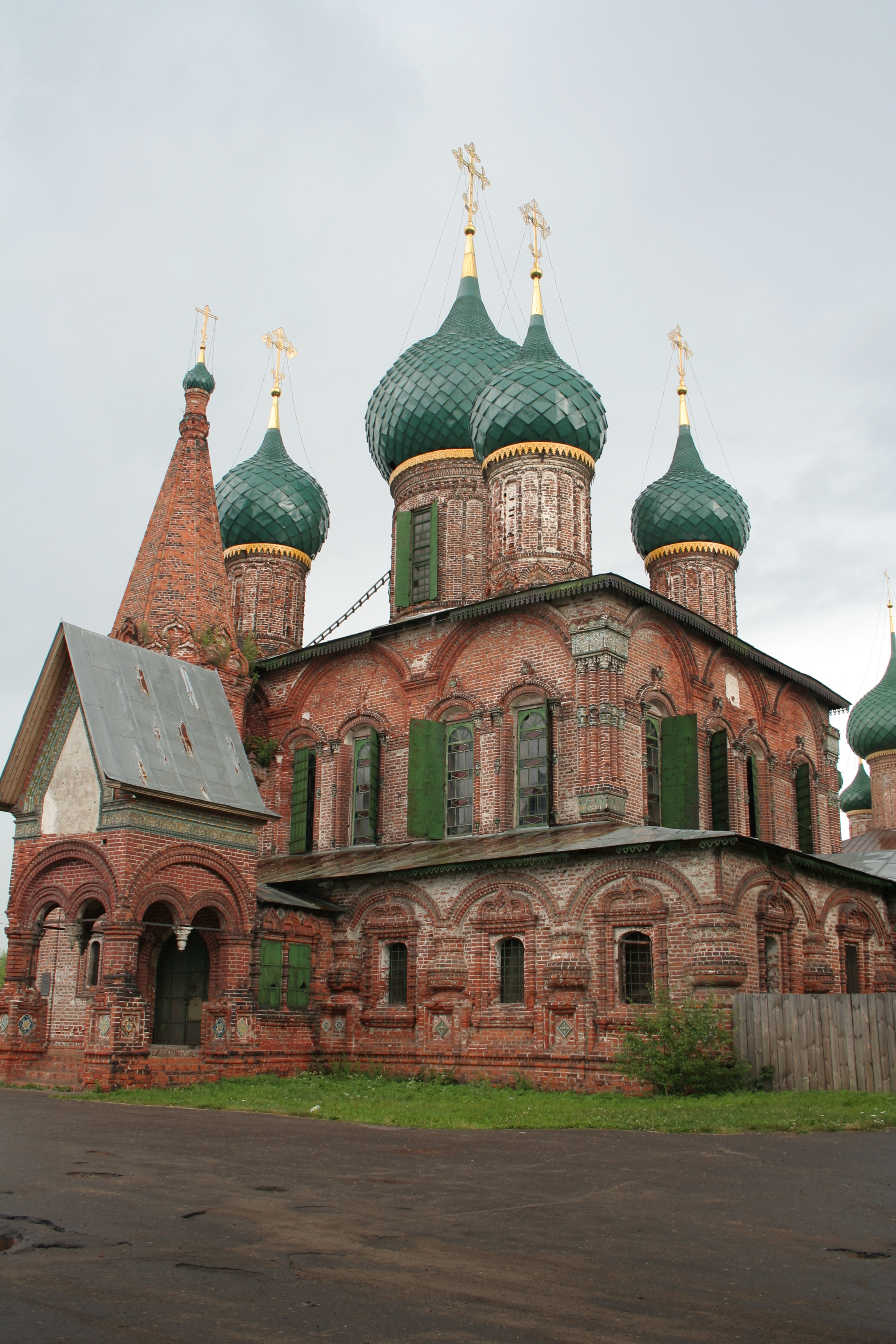
Johannes-Chrysostomos-Kirche zu Korowniki

Im gleichen Stadtviertel südlich der Kotorosl, direkt gegenüber der Mündung der letzteren in die Wolga, befindet sich am Flussufer im alten Vorort Korowniki ein bekanntes Ensemble aus zwei Kirchengebäuden, dessen Errichtung 1649 begann und 20 Jahre später vollendet wurde. Als erste der beiden wurde die Kirche des Heiligen Johannes Chrysostomos (Церковь Иоанна Златоуста, Zerkow Ioanna Slatousta) fertiggestellt. Sie weist eine streng symmetrische Gestalt mit fünf Kuppeln und zwei zeltartigen Seitenanbauten auf – diese Symmetrie war eine Folge der kurz vor dem Bau der Kirche in Kraft getretenen Reformen des Moskauer Patriarchen Nikon, der dabei unter anderem die Gestalt der neu zu bauenden Kirchen reglementierte. Während die Johannes-Chrysostomos-Kirche als (unbeheizte) Sommerkirche errichtet wurde, wurden im zweiten Gotteshaus des Ensembles, der Kirche der Gottesmutter-Ikone von Wladimir (Церковь Владимирской иконы Божией Матери, Zerkow Wladimirskoi ikony Boschijei Materi), von Anfang an auch im Winter Gottesdienste durchgeführt. Es sieht der Johannes-Chrysostomos-Kirche ähnlich aus, hat jedoch keine Zeltanbauten, und den im Stil des sogenannten Moskauer Barocks ausgeführten Turm über dem Kirchentor erhielt es erst gegen Ende des 17. Jahrhunderts. Zum Ensemble von Korowniki, das heute der Russisch-Orthodoxen Altritualistischen Kirche gehört, zählt neben den beiden Kirchen ein in den 1680er-Jahren errichteter 37 Meter hoher Glockenturm mit achteckigem Schaft. Wegen seiner sehr schlank wirkenden Gestalt erhielt der Turm den Beinamen Jaroslawler Kerze (Ярославская свеча, Jaroslawskaja swetscha).
Ebenfalls am rechten Ufer der Kotorosl, jedoch wenige Kilometer weiter flussaufwärts, steht mit der Kirche des Gedenktags der Enthauptung Johannes des Täufers in Toltschkowo (Церковь Усекновения главы Иоанна Предтечи в Толчкове, Zerkow Usseknowenija glawy Ioanna Predtetschi w Toltschkowe) das größte Gotteshaus in Jaroslawl. Die Kirche wurde 1671–1687 erbaut und weist zusammen mit den beiden seitlich angebauten Apsiden einen komplexen Abschluss von insgesamt 15 Zwiebeltürmen auf, was für altrussische Kirchen eine einzigartige Erscheinung ist. Im Inneren der Kirche beinhaltet die Freskenbemalung über 500 verschiedene Motive, darunter insbesondere Szenen der Apokalypse. Der südlich der Kirche stehende siebenrangige Glockenturm ist 45 Meter hoch und wurde stilistisch an den Moskauer Barock angelehnt.
Wenige Gehminuten von der Johannes-der-Täufer-Kirche entfernt findet sich ein weiteres Sakralbaudenkmal aus dem späten 17. Jahrhundert: Hierbei handelt es sich um die 1687 fertiggestellte Kathedrale der Theodor-Ikone der Gottesmutter (Собор Фёдоровской иконы Божией Матери, Sobor Fjodorowskoi ikony Boschijei Materi), die durch das ungewohnt hohe Verhältnis zwischen den Höhen des zentralen Kirchturms (22 Meter) und des Basisrechtecks des Gebäudes (14 m) auffällt.

#### Linkes Wolga-Ufer

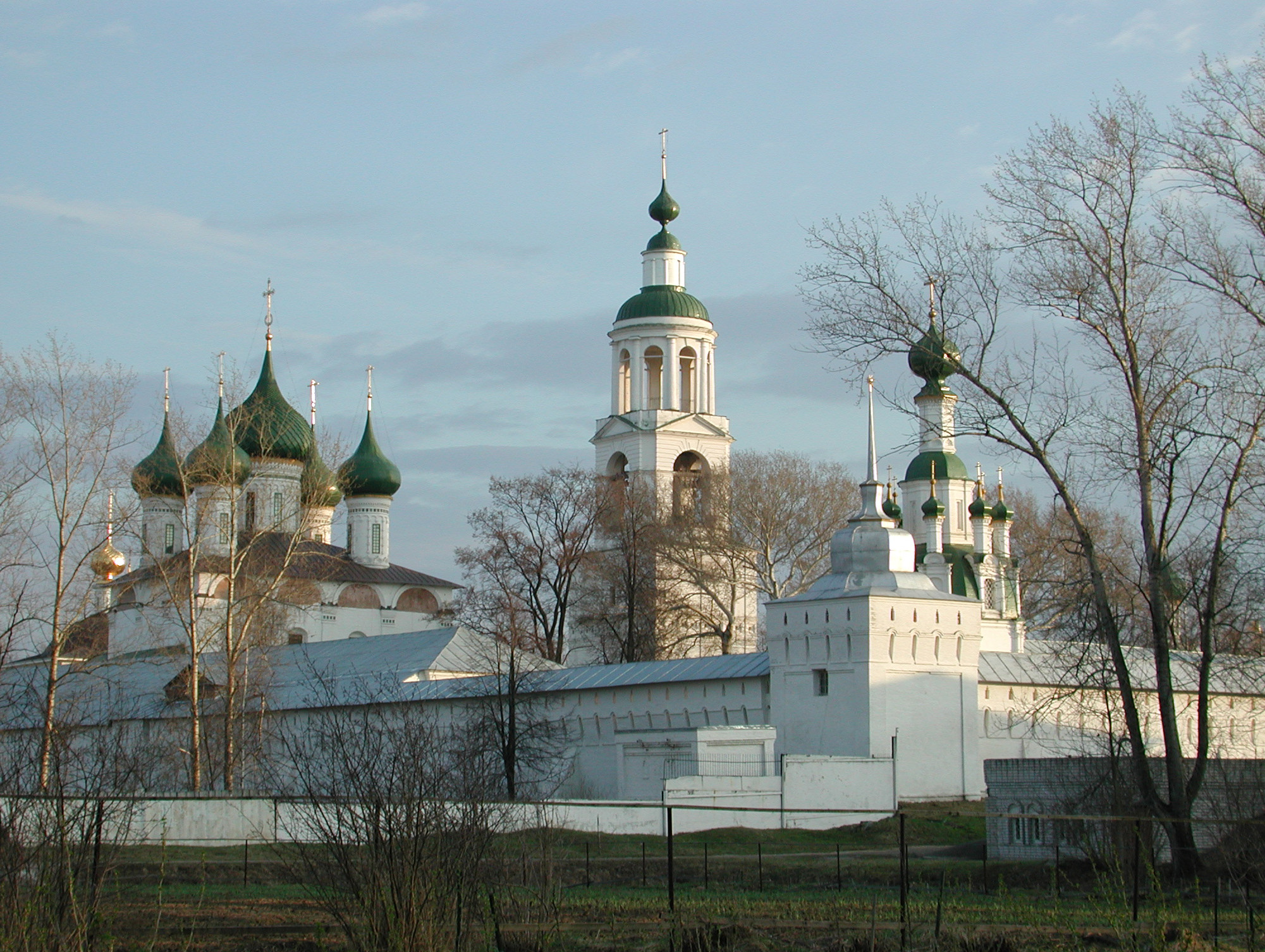
Tolga-Kloster

Auch der Teil des Jaroslawler Stadtgebietes am linken Ufer der Wolga ist vorwiegend ländlich geprägt. Die bekannteste Sehenswürdigkeit dort ist das Kloster zu Mariä Tempelgang von Tolga (Свято-Введенский Толгский монастырь, Swjato-Wwedenski Tolgski monastyr), das sich etwas flussaufwärts von der Jubiläumsbrücke in der namensgebenden Ortslage Tolga befindet. Neben dem Erlöser-Verklärungs-Kloster ist es das einzige vollständig erhaltene Kloster in Jaroslawl. Es wurde laut Überlieferungen im Jahre 1314 gegründet und beherbergt bis heute eine Originalikone der Gottesgebärerin aus dem 13. Jahrhundert, die gemeinhin als Tolga-Ikone (Толгская икона, Tolgskaja ikona) bekannt ist und aufgrund der ihr nachgesagten Wunderwirkung zahlreiche Pilger ins Kloster zieht. Das heutige architektonische Ensemble des Tolga-Klosters stammt zu einem wesentlichen Teil aus dem 17. Jahrhundert. Dies gilt für die Befestigung des Klosters, die traditionsgemäß aus einer Umfriedungsmauer mit mehreren Wachtürmen besteht, aber auch für bekannte Bauwerke im Inneren des Klosters, darunter das Refektorium mit der Kreuzerhöhungskirche (Крестовоздвиженская церковь, Krestowosdwischenskaja zerkow, 1625) und die Hauptkirche zu Mariä Tempelgang (Введенский собор, Wwedenski sobor, 1681–1688).

### Museen
Als Touristenzentrum verfügt Jaroslawl über mehrere überregional bedeutende Museen. Hier ist vor allem das Staatliche Museumsreservat Jaroslawl (Ярославский государственный музей-заповедник) zu nennen, das auf dem Gelände des Erlöser-Verklärungs-Klosters ansässig ist und zu dem neben den Bauwerken und Expositionen des Klosters mehrere Kirchengebäude außerhalb des selbigen (darunter die Prophet-Elija-Kirche) sowie unter anderem das Gedenkmuseum im Jaroslawler Geburtshaus des Operntenors Leonid Sobinow gehören. Innerhalb des Klosters bieten sich dem Besucher mehrere ständige Ausstellungen und Wechselexpositionen, unter anderem mit historischen Gegenständen der angewandten Kunst aus der Schatzkammer des Klosters in der Ausstellung Schätze Jaroslawls sowie einer Schau frühmittelalterlicher Waffen und einem nachgebauten Arbeitsplatz aus dem 12. Jahrhundert in der Themenausstellung zum Igorlied. Insgesamt beherbergt das Jaroslawler Museumsreservat über 200.000 Exponate.

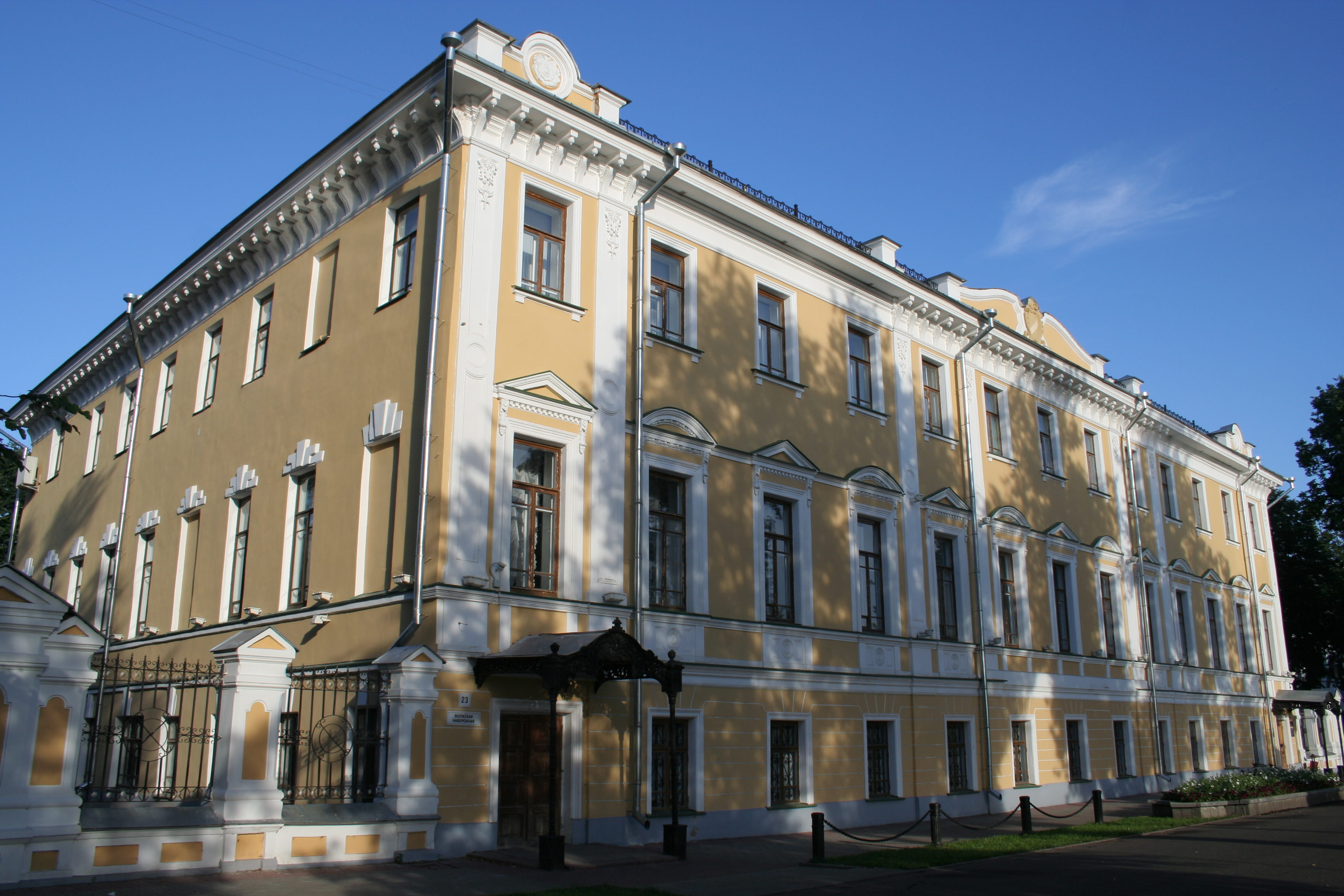
Kunstmuseum Jaroslawl

Das 1919 gegründete Jaroslawler Kunstmuseum (Ярославский художественный музей) an der Wolgapromenade ist das einzige Museum seiner Art in der Oblast Jaroslawl und mit rund 70.000 Exponaten eines der größten in der russischen Provinz. Zu sehen sind hier Werke und Gegenstände der dekorativen und angewandten Kunst ab dem Mittelalter. Die Ikonensammlung des Museums beinhaltet Werke Jaroslawler Maler, von denen einige aus dem 13. und 14. Jahrhundert stammen, in der Gemäldesammlung sind Originalwerke von Künstlern wie Repin, Kramskoi oder Brüllow zu sehen, und in der Abteilung für angewandte Kunst findet sich unter anderem eine Sammlung von Porzellan- und Glaserzeugnissen aus dem 18. und 19. Jahrhundert.
Ebenfalls an der Wolgapromenade befinden sich sowohl das Geschichtsmuseum der Stadt Jaroslawl (Музей истории города Ярославля), zu dem auch das Hausmuseum des belarussischen Dichters Maksim Bahdanowitsch gehört, als auch das 1993 gegründete Privatmuseum Musik und Zeit (Музыка и время). Letzteres, seinerzeit eines der ersten Privatmuseen im postsowjetischen Russland, bietet dem Besucher Einblicke in eine ausgedehnte Antiquitätensammlung mit Schwerpunkt auf Klang erzeugenden Gegenständen (darunter Spieluhren, Musikboxen, Glöckchen u. ä.). 2009 wurde das Museumsangebot Jaroslawls um das Museum Mein Lieblingsbärchen (Мой любимый Мишка) ergänzt, dessen Exposition, als eine Art Tribut an das Wappentier Jaroslawls, rund 700 Teddybären verschiedenen Alters und Designs beinhaltet, die vorwiegend aus Privatbeständen gespendet wurden.
Erwähnenswert neben den Museen im Stadtgebiet ist der 15 km südlich der Stadt gelegene Komplex Karabicha (Карабиха), der aus einem Mitte des 18. Jahrhunderts erbauten klassizistischen Herrenhaus samt Nebenbauten und einem 15 Hektar großen Landschaftsgarten besteht. Das Anwesen ist vor allem dadurch bekannt, dass es in den Jahren 1861–1875 dem prominenten Dichter Nikolai Nekrassow gehörte und der Entstehungsort einer Reihe seiner bekannten Werke ist. Heute ist dort unter anderem ein Hausmuseum des Dichters zu besichtigen.

### Theater und Kino

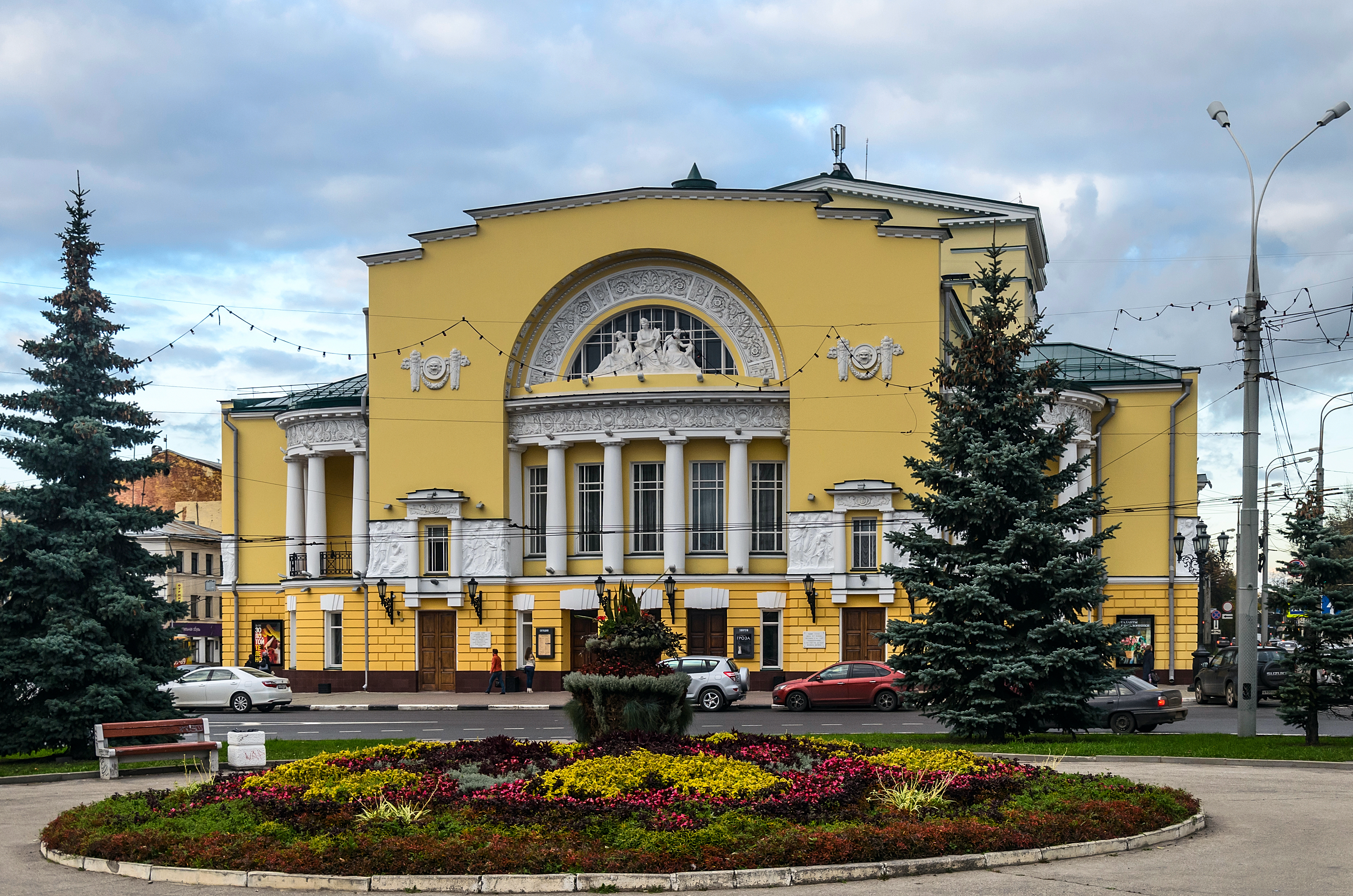
Wolkow-Theater Jaroslawl

In Jaroslawl gibt es drei Schauspielhäuser. Das weithin bekannteste von ihnen ist das Wolkow-Theater, das in einem 1911 errichteten repräsentativen neoklassischen Gebäude in der Altstadt untergebracht ist. Es ist nach dem Laienschauspieler Fjodor Wolkow benannt, der 1750 auf Eigeninitiative in Jaroslawl die erste öffentliche Schauspielstätte Russlands gründete und aus diesem Grund heute als Pionier des russischen Theaters gilt. Obwohl die Truppe Wolkows seinerzeit nur wenige Monate in Jaroslawl spielte und es nach deren Beordnung nach Sankt Petersburg in Jaroslawl erst ab Anfang des 19. Jahrhunderts wieder einen regulären Theaterbetrieb gab, wird die Stadt oft als Heimat des russischen Theaters bezeichnet. Heute beinhaltet die Schauspielstätte zwei Bühnen mit insgesamt über 1000 Zuschauerplätzen und gilt als eines der bekanntesten Theater der russischen Provinz.
Außer dem Wolkow-Theater gibt es in Jaroslawl ein Puppentheater (Staatliches Puppentheater Jaroslawl, gegründet 1927), ein Kinder- und Jugendtheater (Staatliches Jaroslawler Theater des Jungen Zuschauers, gegründet 1984) sowie das private Jaroslawler Kammertheater (gegründet 1999). Ergänzt wird das Bühnenangebot der Stadt durch eine Philharmonie (Staatliche Philharmonie Jaroslawl, gegründet 1937) und einen stationären Zirkus (gegründet 1963).
Unter den rund zehn Filmtheatern der Stadt finden sich sowohl einige auf eine längere Geschichte zurückblickende Häuser aus der Sowjetzeit (wie das 1959 erbaute Rodina, das heute auch 3D-Filme vorführen kann) als auch moderne Multiplex-Kinos der russischen Ketten Cinema-Star und Kinomax.
Eine für russische Provinzstädte eher ungewöhnliche Freizeiteinrichtung ist das Jaroslawler Planetarium. Es wurde 1948 gegründet und befand sich lange Zeit in einem ehemaligen Kirchengebäude. Im April 2011 wurde nach zweijähriger Bauzeit ein neues Planetarium errichtet, das nun den Namen von Walentina Tereschkowa trägt.

### Grünanlagen

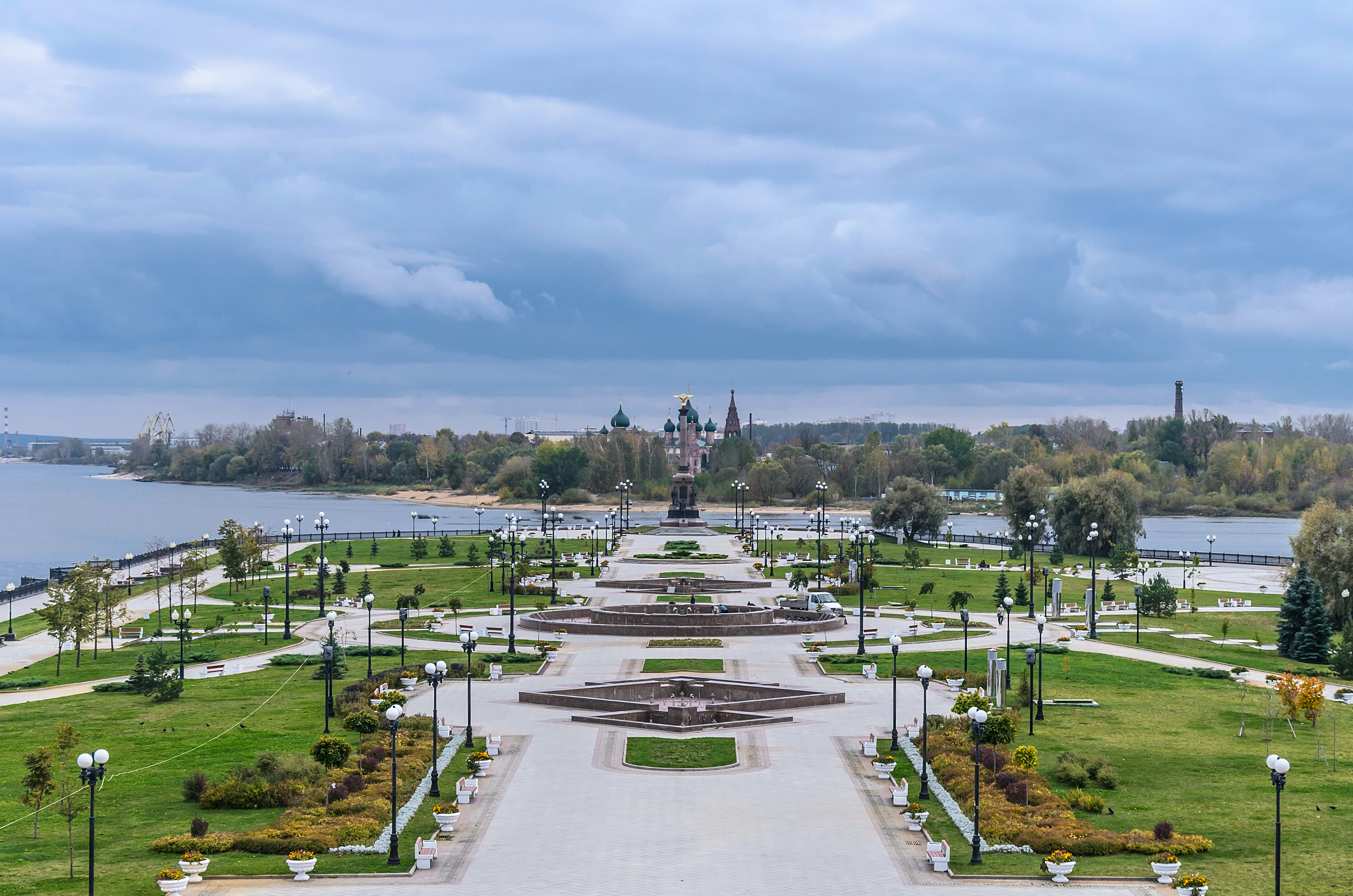
Die „Strelka“ von Jaroslawl

Auf dem Stadtgebiet Jaroslawls gibt es rund 30 Parks und Stadtgärten, die zusammen mit kleineren Grünanlagen eine Gesamtfläche von rund 2000 Hektar (knapp 10 % der Stadtfläche) einnehmen. Als relativ reich an Grünflächen gilt der ländlich geprägte Bezirk am linken Ufer der Wolga, wo es mehrere Kiefern-Stadtwälder gibt. Die bekannteste Grünanlage der Stadt ist jedoch der Park im Stadtkern am Zusammenfluss der Kotorosl mit der Wolga. Daran, dass sich laut Stadtgründungslegende der Kampf Jaroslaw des Weisen gegen den Bären genau dort ereignet haben soll, erinnert heute ein Gedenkstein. Südlich an den Park schließt sich eine etwa 400 Meter lange Landzunge an, die als Strelka (Стрелка) bekannt ist und an deren Ende sich die Mündung der Kotorosl befindet. Ebenfalls im Mündungsbereich der Kotorosl gegenüber der Strelka befindet sich eine Insel, die im Sommer mit Stränden, Cafés, Bootsstationen und Fahrgeschäften ein beliebtes Naherholungsziel darstellt.
Im Rahmen des Investitionsprogramms zum 1000-jährigen Stadtjubiläum wurde am 20. August 2008 der erste Bauabschnitt des Jaroslawler Zoos eröffnet, womit die Stadt erstmals in ihrer Geschichte einen eigenen Tierpark erhielt. Er hat gegenwärtig eine Fläche von über 100 Hektar und ist als Landschaftspark mit geräumigen Tiergehegen konzipiert, die allen Anforderungen einer artgerechten Haltung genügen. Zu sehen sind heimische Wildtiere (darunter Elch, Braunbär, Rothirsch, Wolf), aber auch exotische Arten (Zebra, Bennettkänguru, Trampeltier u. a.).

### Sport

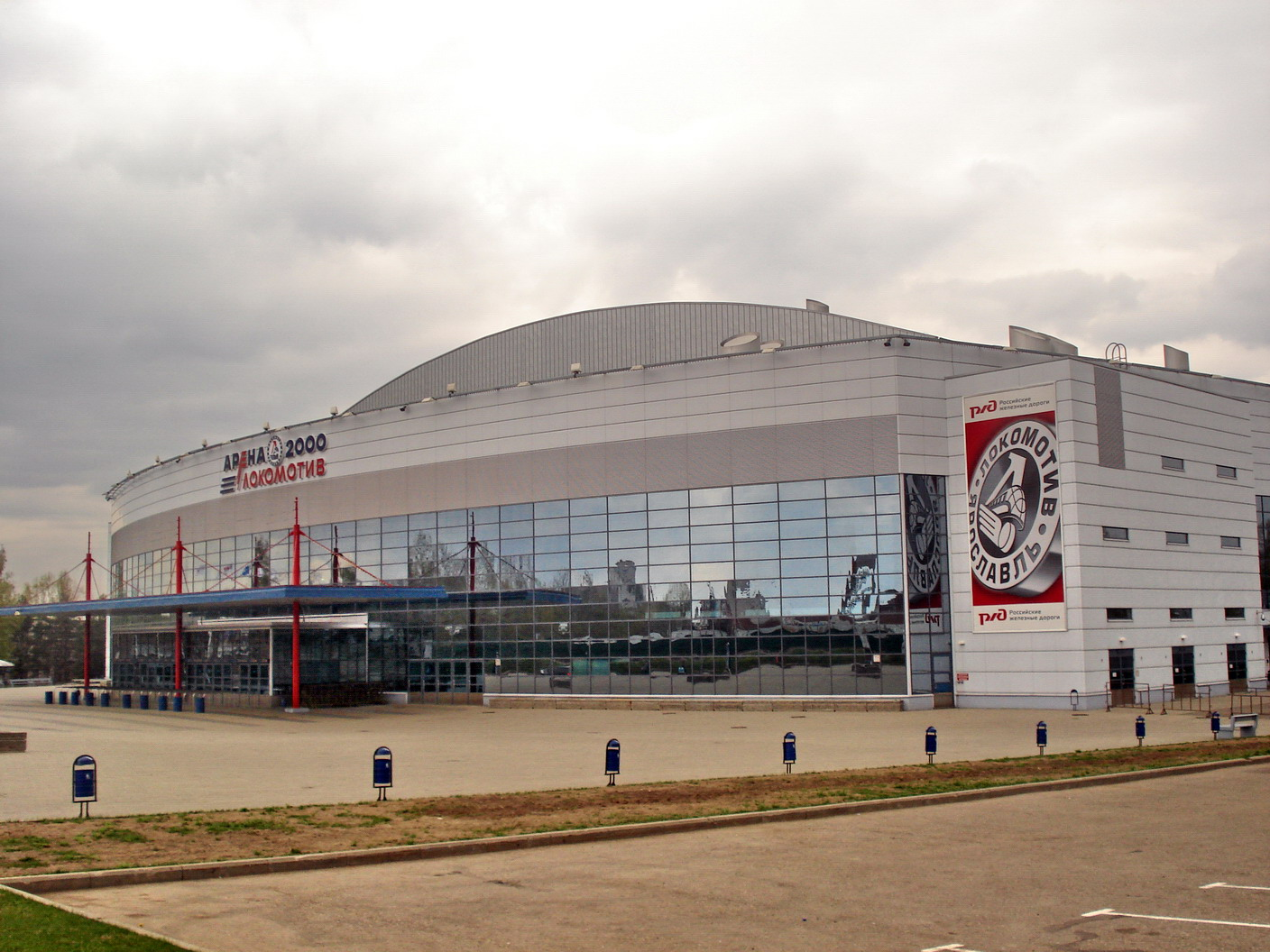
Arena 2000

Zu den bekanntesten Sportvereinen Jaroslawls gehört der Eishockey-Club HK Lokomotive Jaroslawl, der an der Kontinentalen Hockey-Liga (KHL) teilnimmt und dreifacher russischer Meister (1997, 2002 und 2003) ist. Seine Heimspielstätte ist die 2001 fertiggestellte Mehrzweckhalle Arena 2000, die knapp 9000 Zuschauerplätze hat und außer für Eishockeyspiele auch für Veranstaltungen in diversen Hallensportarten sowie für Konzerte und Ausstellungen genutzt wird. Am 7. September 2011 kam ein Großteil der Mannschaft der Saison 2011/12 bei einem Flugzeugabsturz nahe der Stadt ums Leben.
Im Fußball ist die Stadt durch den Verein FK Schinnik Jaroslawl vertreten, der in den 2000er-Jahren für mehrere Saisons in der höchsten russischen Klasse, der Premjer-Liga, spielte, gegenwärtig jedoch im eine Klasse tieferen Perwenstwo FNL vertreten ist. Auch dieser Verein besitzt mit dem 1957 eröffneten und bis zu 22.900 Zuschauer fassenden Schinnik-Stadion eine eigene Spielstätte.
Als dritter professioneller Sportclub ist in Jaroslawl der Volleyball-Verein Jaroslawitsch beheimatet, der in der russischen Volleyball-Superliga vertreten ist. Die Spiele dieses Vereins werden im Sportkomplex Atlant ausgetragen, allerdings ist es seit Jahren geplant, die Heimspielstätte in die nahe gelegene Stadt Tutajew zu verlegen, in der eine moderne Volleyball-Arena im Bau ist.
2006 wurden von der Stadtverwaltung mehrere Zielprogramme zur Modernisierung und zum Ausbau der Sportinfrastruktur der Stadt bis zur 1000-Jahr-Feier im Jahr 2010 in Angriff genommen. Unter anderem wurde eine neue Tribüne für das Schinnik-Stadion errichtet, und bereits im September 2009 konnte nach dreijähriger Umbauzeit die Mehrzweckarena Torpedo wiedereröffnet werden. Zur Fußball-Weltmeisterschaft 2018, im Rahmen derer einzelne Spiele in Jaroslawl ausgetragen werden sollten, war der Bau eines neuen, 40.000 Zuschauer fassenden Stadions geplant. Jedoch wurde Jaroslawl neben Krasnodar aus der vorläufigen Liste der Spielorte gestrichen.

### Regelmäßige Veranstaltungen
Die wichtigste jährliche Fest in Jaroslawl ist das Stadtfest, das am letzten Maiwochenende anlässlich der Gründung der Stadt begangen wird. Es findet dann ein großes Volksfest mit Abendfeuerwerken, Konzerten, Fallschirmjäger-Vorführungen und ähnlichen Veranstaltungen statt. Da der genaue Tag der Stadtgründung allerdings nicht bekannt ist, hat der Termin des Stadtfestes keinen historischen Datumsbezug. Die Feierlichkeiten zum 1000-jährigen Stadtbestehen 2010 sind abweichend vom traditionellen Termin auf das zweite Septemberwochenende verlegt worden.
Überregional bekannt sind auch Festivals, die auf dem Gelände des Erlöser-Verklärungs-Klosters regelmäßig veranstaltet werden. Zu nennen ist etwa das jährlich im August stattfindende Festival Verklärung des Glockenspiels und der Kirchenmusik sowie das frühjährliche Festival Blumige Metamorphosen, bei dem Blumenarrangements mit Sonnenblumen oder christlichen Themen zu sehen sind. Ebenfalls veranstaltet das älteste Schauspielhaus der Stadt seit 2000 das Wolkow-Theaterfestival, das jedes Jahr im Herbst namhafte Schauspielkollektive zu Gastauftritten nach Jaroslawl kommen lässt.
Eine wichtige musikalische Veranstaltung in Jaroslawl ist das Festival Jazz an der Wolga. Es wird seit 1979 alle zwei Jahre im März veranstaltet und gilt als ältestes russisches Festival der Jazzmusik. Es nehmen an jedem Festival etwa 20 bis 40 Künstler und Bands sowohl aus Russland als auch aus dem Ausland teil.
Seit 2009 ist Jaroslawl darüber hinaus Veranstaltungsort des jährlich stattfindenden Weltpolitischen Forums Jaroslawl. Das zweite Forum fand zeitgleich mit den Feierlichkeiten zum 1000-jährigen Stadtjubiläum statt mit dem Schwerpunktthema „Der moderne Staat: demokratische Standards und Effizienzkriterien“; es nahmen unter anderem Russlands Präsident Dmitri Medwedew, Italiens Regierungschef Silvio Berlusconi und Südkoreas Präsident Lee Myung-bak teil.

## Wirtschaft und Infrastruktur

### Wirtschaft
Jaroslawl ist heute sowohl eine der größten Industriestädte im europäischen Teil Russlands als auch ein Touristenzentrum mit einem weit entwickelten Angebot im Dienstleistungssektor.

#### Industrie
Von den im Oktober 2009 rund 28.800 in Jaroslawl ansässigen Unternehmen handelte es sich bei rund 2200 um verarbeitende Betriebe. Deren gemeinsamer Umsatz betrug im Zeitraum von Januar bis September 2009 rund 58,2 Milliarden Rubel. Im gleichen Zeitraum des Jahres 2008, vor Zuspitzung der internationalen Wirtschaftskrise, belief sich ihr Umsatz auf 77,16 Milliarden Rubel.

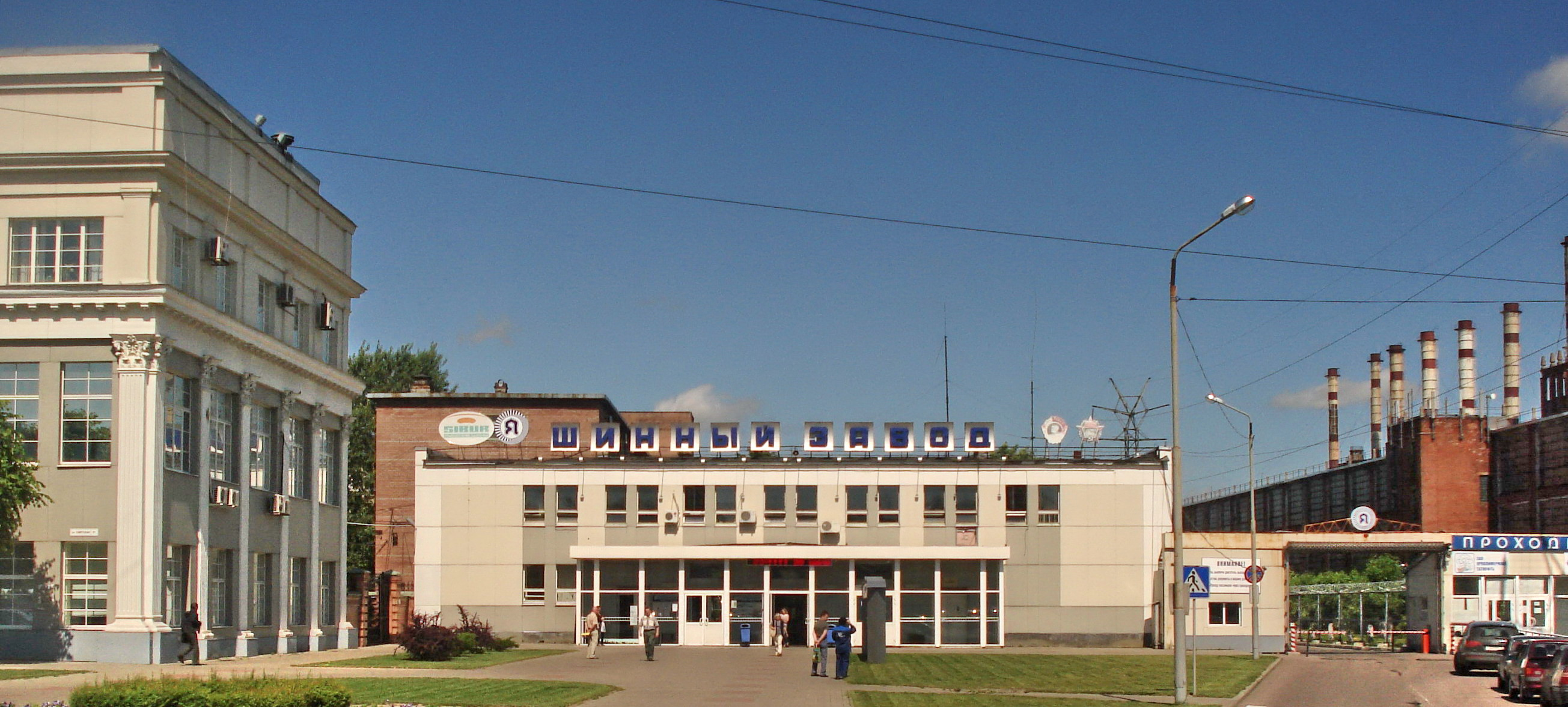
Reifenwerk, zentraler Eingang

Seit der Industrialisierung der Jaroslawler Region in der Frühsowjetzeit spielt der Maschinenbau eine Schlüsselrolle in deren wirtschaftlichem Leben. In Jaroslawl ist dieser vordergründig mit dem Motorenwerk Jaroslawl vertreten, das 1916 vom Luftfahrtpionier Wladimir Lebedew gegründet wurde und in den 1920er- und 1930er-Jahren unter anderem Lastkraftwagen, Muldenkipper, Autobusse und Oberleitungsbusse (darunter die Doppeldecker-Obus-Baureihe JaTB-3, die 1939–1948 in Moskau im Linieneinsatz war) produzierte und in andere Regionen verkaufte. In den Jahren des Zweiten Weltkriegs stellte das Werk seine Produktion auf Rüstungsgüter um, und inzwischen gehört es zum russischen GAZ-Maschinenbaukonzern und spezialisiert sich auf die Herstellung von Dieselmotoren für Lastkraftwagen, Busse und Schienenfahrzeuge. Ein weiterer traditionell wichtiger Industriezweig in Jaroslawl ist die Rohölverarbeitung und die chemische Industrie. Hier sind die größten Betriebe die Raffinerie Jaroslawnefteorgsintes – eine Tochtergesellschaft des Mineralölunternehmens Slawneft, das wiederum von den Konzernen TNK-BP und Sibneft kontrolliert wird – sowie das seit den 1930er-Jahren bestehende Reifenwerk Jaroslawl. Letzteres gilt als eines der bekanntesten Unternehmen des Jaroslawler Gebietes und stellt heute über 160 Modelle von Reifen sowohl für alle Arten von Kraftfahrzeugen als auch für die Luftfahrt her. Andere Betriebe der chemischen Industrie in Jaroslawl stellen unter anderem Kunststofferzeugnisse, Industrieruß, Lacke und Farben sowie Baumaterialien her.
Weitere wichtige Industrien in der Stadt sind die Elektrotechnik (hier vor allem das Elektromaschinenwerk Jaroslawl, das sich auf die Produktion von Drehstrom-Asynchronmaschinen spezialisiert hat), der Schiffbau (in Jaroslawl ist seit 1920 die Jaroslawler Werft ansässig, die unter anderem Schiffe für die Grenztruppen Russlands baut, jedoch auch zivile Schiffe z. B. für die Fischerei herstellt) und die Eisenbahnindustrie (darunter das Waggonausbesserungswerk Remputmasch). Zu erwähnen ist darüber hinaus die mit einer Vielzahl von mittleren und kleineren Betrieben in Jaroslawl vertretene Nahrungs- und Genussmittelproduktion sowie Leicht- und Textilindustrie. In letzterer spielt das aus der seinerzeit ältesten Manufaktur der Stadt hervorgegangene Kombinat Krasny Perekop auch heute noch eine wichtige Rolle. Ein weiterer historisch bedeutsamer Industriebetrieb in Jaroslawl ist die 1850 gegründete Tabakwarenfabrik Balkanskaja Swesda.

#### Handel und Dienstleistungen
Im Stadtgebiet waren im Oktober 2009 insgesamt 12.175 Handelsunternehmen (darunter 741 Gastronomiebetriebe) und rund 5000 weitere Firmen im Dienstleistungssektor ansässig. Wie auch in den meisten Regionen Russlands durchlebte vor allem der Einzelhandel in Jaroslawl im Laufe der 2000er-Jahre einen erheblichen Aufschwung, der sich nunmehr in einer Vielzahl von Einkaufszentren und großen Supermärkten im gesamten Stadtgebiet bemerkbar macht. Neben einheimischen Handelsketten wie Perekrjostok, Magnit oder Kopeika sind in Jaroslawl heute auch bekannte ausländische Einzelhandelskonzerne mit ihren Märkten vertreten, darunter Spar, Metro Cash & Carry, Globus und Real. Es gibt aber auch, wie in Russland üblich, traditionelle Bauernmärkte und in jedem der sechs Stadtbezirke auch jeweils eine größere Markthalle.
Im Dienstleistungssektor nimmt der Tourismus und Fremdenverkehr eine wichtige Rolle in Jaroslawl ein. Ende 2009 verfügte die Stadt über 22 Hotels mit insgesamt 1753 Betten (darunter das Vier-Sterne-Hotel Ring Premier Hotel sowie ein schwimmendes Hotel an der Wolga), vier weitere Hotels befinden sich im Bau. In der Stadt sind 138 Reiseunternehmen ansässig. Nach Angaben des Gebietskomitees für Fremdenverkehr wurde die Oblast Jaroslawl im Jahr 2009 von rund 1,392 Millionen Touristen, darunter 213.000 Ausländern, besucht.

### Verkehr
Jaroslawl ist ein wichtiger Knotenpunkt im Straßen-, Schienen- und Binnenschiffsverkehr und profitiert in dieser Hinsicht von der Lage an der Wolga und von der relativen Nähe zu Moskau. Auch innerhalb der Stadtgrenzen verfügt es über ein gut ausgebautes Angebot an öffentlichen Verkehrsmitteln.

#### Schienenverkehr

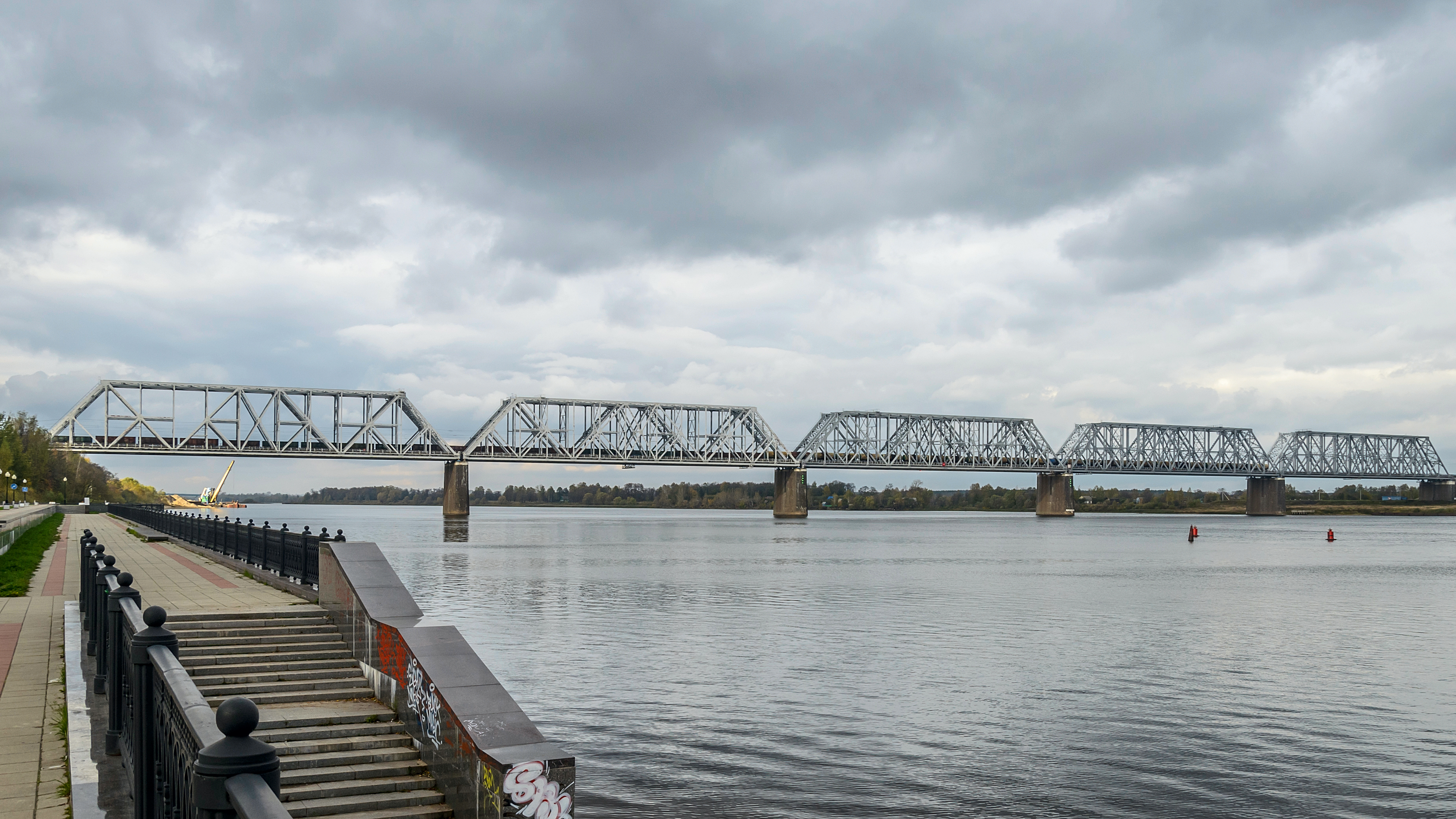
Eisenbahnbrücke über die Wolga in Jaroslawl

Den ersten Eisenbahnanschluss erhielt Jaroslawl im Jahr 1870 mit der Verlängerung der damaligen Moskau-Jaroslawl-Archangelsker Eisenbahn, die ursprünglich nur von Moskau nach Sergijew Possad führte, bis an die Wolga in Richtung Norden. Im Zeitraum von 1870 bis 1898 wurde Jaroslawl durch Bau weiterer Eisenbahn-Teilstrecken auch mit Wologda, Kostroma und Sankt Petersburg verbunden, und im Jahr 1913 wurde die Eisenbahnbrücke über die Wolga in Jaroslawl fertiggestellt. Die Strecke vom Jaroslawler Bahnhof in Moskau nach Jaroslawl ist heute ein Teilstück der Transsibirischen Eisenbahn und somit ist Jaroslawl ein Durchreiseziel für Touristen, die mit dem Zug (sofern dieser nicht über den alternativen Streckenzweig via Nischni Nowgorod verkehrt) von Moskau Richtung Nowosibirsk, Wladiwostok oder Peking reisen.
Heute kreuzen sich in Jaroslawl vier Eisenbahnlinien. Ebenso ist die Stadt Verwaltungssitz der Nördlichen Regionaldirektion der Russischen Staatsbahn. Die Direktion, meist abgekürzt als „Nordeisenbahn“ bezeichnet, betreibt nicht nur alle Eisenbahnlinien samt zugehöriger Infrastruktur im Großraum Jaroslawl, sondern auch ein fast 6000 Kilometer langes Schienennetz, das bis weit in den Nordosten des europäischen Teils Russlands (darunter die Oblast Archangelsk und die Republik Komi) reicht.
Innerhalb der Stadtgrenzen sind 16 Personenbahnhöfe und Haltepunkte in Betrieb, davon zwei Fernbahnhöfe. Als Hauptbahnhof der Stadt gilt der westlich des Stadtzentrums gelegene Fernbahnhof Jaroslawl-Glawny (russ. Ярославль-Главный, wörtlich „Jaroslawl Haupt[bahnhof]“), der bei seinem Bau im Jahr 1898 noch eine relativ unbedeutende Station war und erst nach der Inbetriebnahme der Wolgabrücke zum wichtigsten Schienenknotenpunkt der Stadt wurde. Heute verfügt der Bahnhof in seinem Bereich über mehr als 20 Gleise für den Fern-, Regional-, Güter- und Industrieverkehr, ebenso über ein repräsentatives Empfangsgebäude aus dem Jahr 1952 mit einem Erweiterungsbau aus dem Jahr 1977. Hier halten die meisten Fernzüge von und nach Moskau, darunter alle über Jaroslawl verkehrenden Transsib-Züge, ferner Regionalzüge u. a. nach Rostow, Alexandrow, Rybinsk, Danilow, Kostroma und Iwanowo.

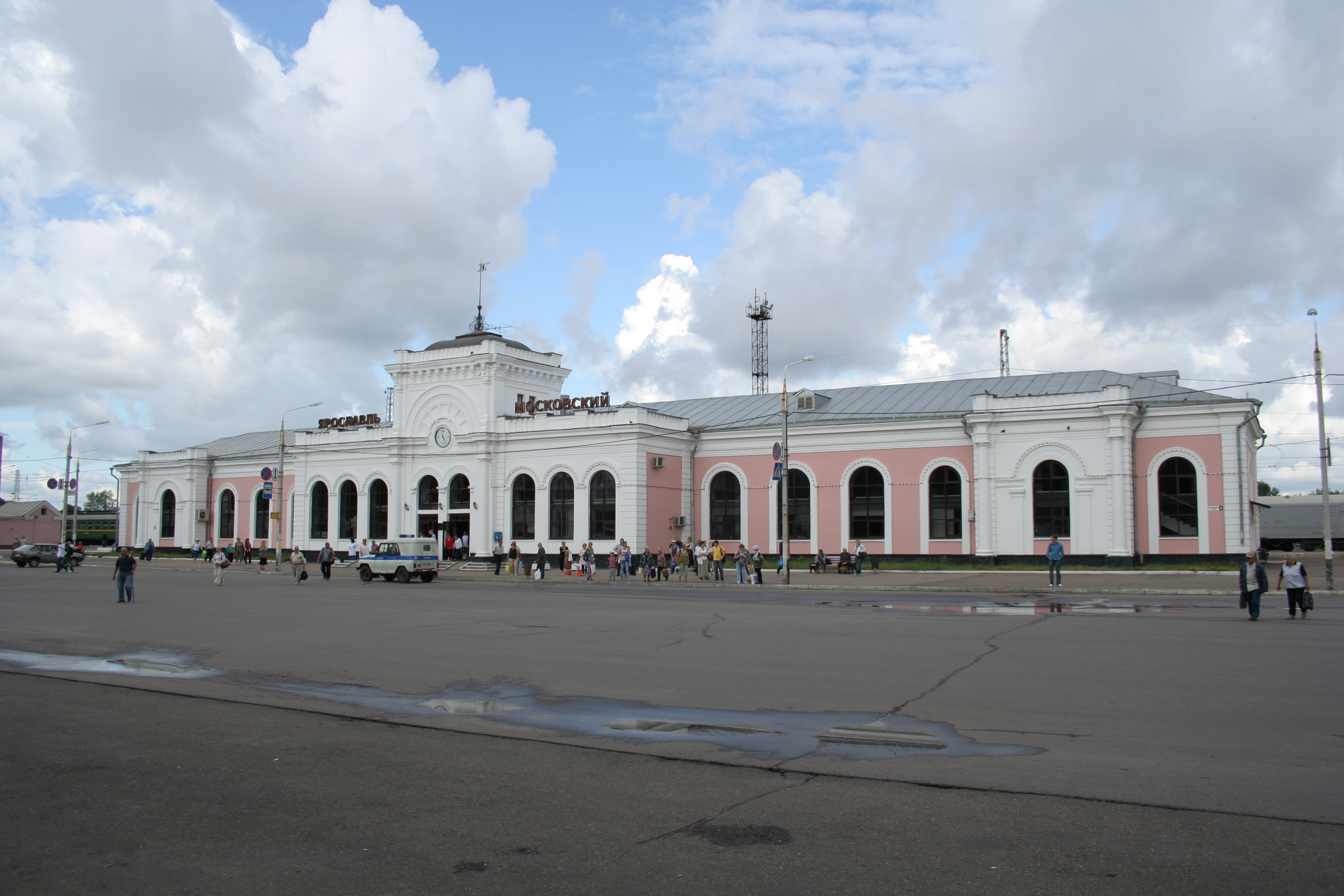
Bahnhof Jaroslawl-Moskowski

Der zweite Fernbahnhof Jaroslawls befindet sich südlich der Kotorosl und heißt Jaroslawl-Moskowski (Ярославль-Московский, wörtlich „Jaroslawl Moskauer [Bahnhof]“). Er entstand 1870 mit der ersten Eisenbahnanbindung der Stadt und diente ursprünglich als Endpunkt der Züge aus Moskau, verlor jedoch nach dem Bau der Wolga-Brücke an Bedeutung zugunsten von Jaroslawl-Glawny. Heute halten dort nur noch wenige Fernzüge (darunter Züge aus Moskau Richtung Kostroma), ansonsten werden dort Regionalzüge in und aus Richtung Rostow/Alexandrow, Kostroma, Iwanowo und Rybinsk abgefertigt. Die meisten dieser Züge halten jedoch auch in Jaroslawl-Glawny. Bis heute ist in Jaroslawl-Moskowski ein langgestrecktes symmetrisches Empfangsgebäude aus dem späten 19. Jahrhundert erhalten.
Bei den weiteren 14 Eisenbahnstationen Jaroslawls handelt es sich um reine Regionalbahnhöfe und Haltepunkte für den Vorortverkehr. Alle Eisenbahnstrecken, die sich in Jaroslawl kreuzen, sind mit Ausnahme der Linie nach Rybinsk elektrifiziert; bei den Zügen nach Iwanowo, die innerhalb Jaroslawls die elektrifizierte Strecke Richtung Kostroma befahren, handelt es sich jedoch um Dieselzüge.
Am östlichen Stadtrand links der Wolga ist seit 1970 auch eine Parkeisenbahn in Betrieb. Sie wurde 1970 eröffnet und ersetzte damals eine andere Parkeisenbahnlinie nahe der Wolga, die seit 1945 bestand und 1958 wegen eines Hochwassers geschlossen wurde. Im Zuge der Vorbereitungen auf das Stadtjubiläum wurde die Parkeisenbahn bis 2008 durch die Nordeisenbahn-Direktion runderneuert und besteht nunmehr aus fünf Stationen auf einer Länge von 5,7 km. Die Strecke wird in den Sommermonaten mehrmals am Tag von zwei diesellokbespannten Zügen bedient.

#### Öffentlicher Personennahverkehr

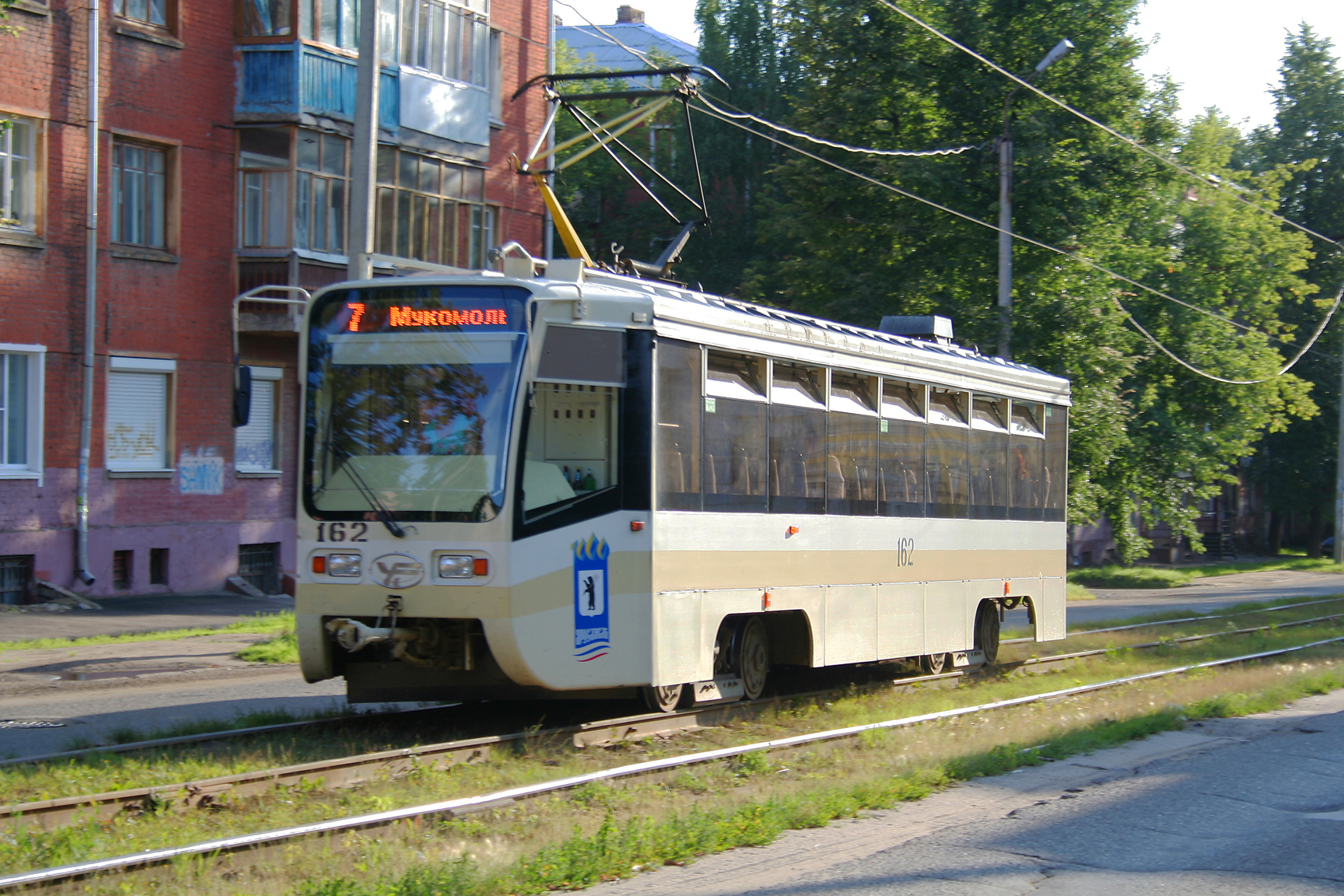
Straßenbahn vom Typ 71-619 in Jaroslawl

Das heute älteste innerstädtische Verkehrsmittel in Jaroslawl ist die elektrische Straßenbahn, die bei ihrer Eröffnung im Dezember 1900 eines der ersten Straßenbahnsysteme des Russischen Reichs gewesen war. Bestand das Jaroslawler Netz noch Mitte der 1980er-Jahre aus neun Linien, sind es heute nur noch vier, da seit den 1990er-Jahren eine Reihe von Strecken insbesondere in der Altstadt gekürzt bzw. stillgelegt wurden. Inzwischen fahren Straßenbahnen in Jaroslawl fast nur noch in Außenbezirken; ein Verknüpfungspunkt mit der Eisenbahn fehlt seit der Stilllegung einer Endhaltestelle nahe dem Bahnhof Jaroslawl-Glawny im August 2009. Im Rahmen der Vorbereitungen zum 1000-jährigen Stadtjubiläum wurden einige Modernisierungsmaßnahmen für die Straßenbahn der Stadt in Angriff genommen.
Ein wichtiges Verkehrsmittel ist in Jaroslawl der Trolleybus, der hier seit 1949 in Betrieb ist und von dem es zehn Linien gibt. Sowohl die Straßenbahn als auch die Trolleybusse werden in Jaroslawl vom städtischen Verkehrsunternehmen Jargorelektrotrans betrieben.
Das innerstädtische ÖPNV-Angebot wird durch Linienbusse und Linientaxis ergänzt, wobei hier sowohl städtische Verkehrsbetriebe als auch konzessionierte private Anbieter aktiv sind. Die Fahrpreise innerhalb der Stadt entsprechen denen für Straßenbahn und Trolleybus, bei Linientaxis können sie geringfügig höher sein. Die Busse spielen auch eine wichtige Rolle im Vorort- und Überlandverkehr. Viele von ihnen fahren vom zentralen Busbahnhof ab, der sich in der Nähe des Bahnhofs Jaroslawl-Moskowski befindet.

#### Sonstiger Verkehr
Jaroslawl ist Knotenpunkt mehrerer Autostraßen, von denen die wichtigste die direkt durch das Stadtgebiet Jaroslawls führende Fernmagistrale M8 „Cholmogory“ ist. Sie beginnt in Moskau und verläuft bis Jaroslawl ungefähr parallel zur Transsibirischen Eisenbahn. Weiter nördlich überquert sie die Wolga und führt über Danilow und Wologda in die nordwestrussische Oblast Archangelsk, darunter in deren Hauptstadt Archangelsk und in den für die Straße namensgebenden Ort Cholmogory. Im Bereich von Jaroslawl zweigt eine Nebenstrecke der M8 in das benachbarte Oblastzentrum Kostroma ab, die als Fernstraße föderaler Bedeutung R600 (bis 2010 A113) nach Iwanowo, Endpunkt einer Zweigstrecke der M7 „Wolga“ ab Wladimir, führt.
Die Gesamtlänge der Straßen im Stadtgebiet Jaroslawls beträgt 611,4 km. Im Stadtzentrum gilt die Straße Uliza Swobody (russ. Улица Свободы, zu deutsch „Straße der Freiheit“) als Hauptverkehrsader. Sie beginnt in der Altstadt am Wolkow-Platz, wo das Gebäude des Wolkow-Theaters steht, verläuft rund zwei Kilometer Richtung Westen und endet am Vorplatz des Bahnhofs Jaroslawl-Glawny. Es gibt im Stadtgebiet drei Straßenbrücken über die Kotorosl und zwei über die Wolga; von den beiden Wolgabrücken wurde die erste (auch Oktoberbrücke (Октябрьский мост) genannt) 1966 fertiggestellt, die zweite (Jubiläumsbrücke (Юбилейный мост)) folgte 2006.

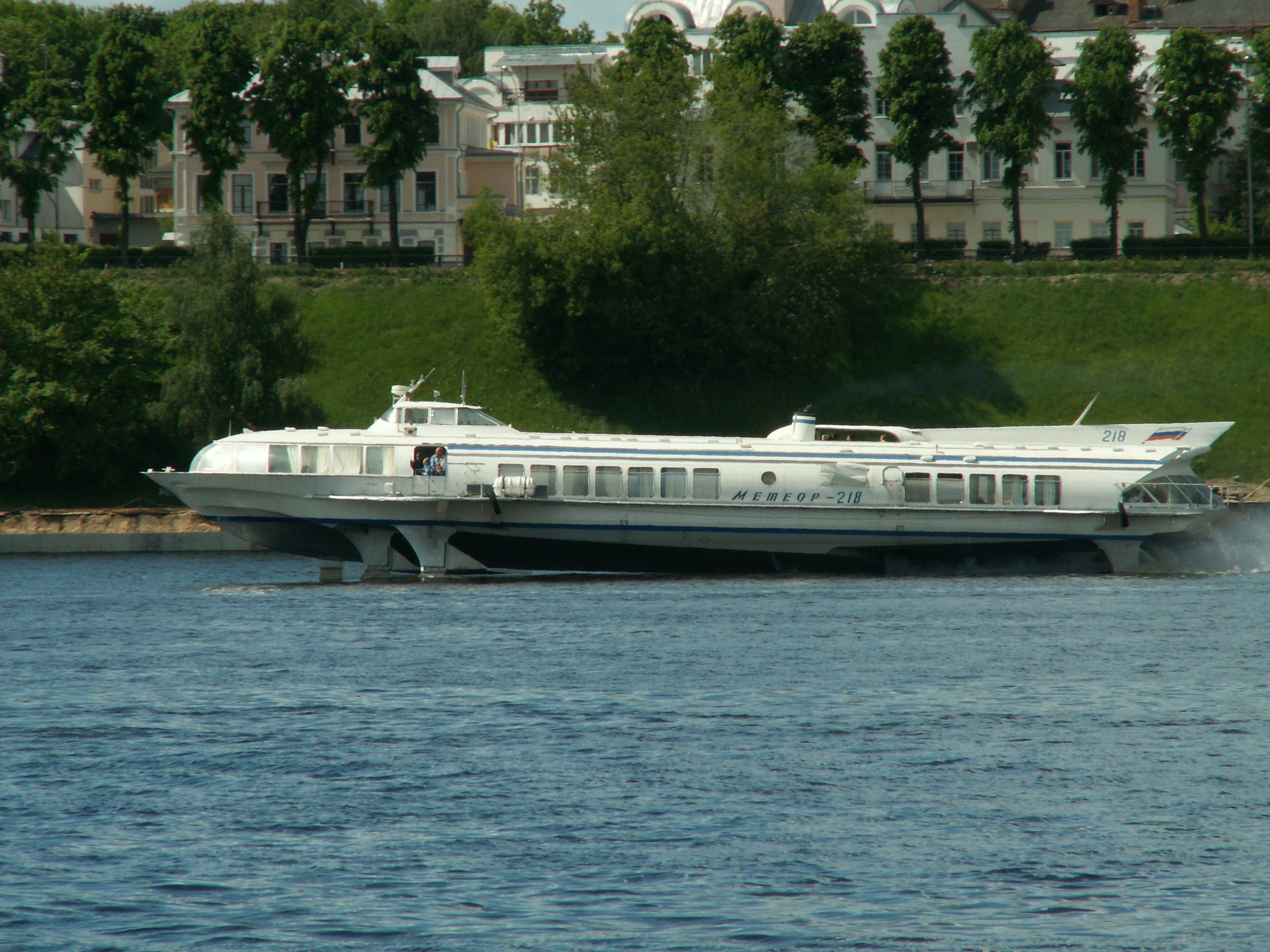
Tragflächenboot „Meteor“ an der Wolga in Jaroslawl

Im Schiffsverkehr hat Jaroslawl seit 1948 einen kleinen Binnenhafen für Frachtschiffe an der Wolga im Süden der Stadt. Nahe dem historischen Stadtzentrum befindet sich an der Wolgapromenade zudem der sogenannte Flussbahnhof (речной вокзал), bestehend aus dem Empfangsgebäude ähnlich einer gewöhnlichen Bahnhofshalle sowie mehreren Anlegestellen für Schiffe. Gegenwärtig werden diese Anlegestellen vorwiegend von Kreuzfahrtschiffen genutzt. Zu Sowjetzeiten und bis in die 1990er-Jahre hinein führten vom bzw. über den Flussbahnhof Jaroslawls in den Frühjahrs-, Sommer- und Herbstmonaten viele Linien von Fahrgastschiffen und den schnellen Tragflächenbooten „Meteor“ und „Raketa“, darunter auch in weit entfernte Wolgastädte wie Uljanowsk oder Astrachan. Inzwischen sind jedoch die meisten dieser Linien eingestellt worden, so dass Linienschiffe praktisch nur noch nah gelegene Ziele wie Tutajew oder Rybinsk ansteuern.
Es gibt nahe Jaroslawl auch einen kleinen Passagierflughafen (Flughafen Tunoschna), der zwar den Status eines internationalen Flughafens besitzt, faktisch jedoch lediglich saisonale Inlandsverbindungen (regelmäßig nur Flüge von und nach Moskau-Domodedowo und Sankt Petersburg) bietet.

### Medien
1784 ging in Jaroslawl die erste Druckerei in Betrieb, bereits zwei Jahre später erschien in der Stadt erstmals eine lokale gedruckte Zeitschrift, und ab 1831 wurde dort regelmäßig das Nachrichtenblatt Gubernskije Westi gedruckt. Gegenwärtig werden in Jaroslawl rund 40 Zeitungen und Zeitschriften herausgegeben, zu denen sowohl rein lokale Blätter als auch Regionalausgaben gesamtrussischer Zeitungen zählen. Zu den bekanntesten gehören die lokale Tageszeitung Sewerny Krai und die Wochenblätter Jaroslawskije Nowosti und Jaroslawskaja Nedelja, ferner die Jaroslawler Ausgaben der Moskauer Zeitungen Komsomolskaja Prawda und Argumenty i Fakty.
In Jaroslawl und Umgebung sind weitgehend alle Hörfunk- und Fernsehsender zu empfangen, die ihr Programm auf Zentralrussland ausstrahlen. Dabei besitzt der staatliche Fernsehsender Rossija 1 mit Jaroslawija einen Filialbetrieb in Jaroslawl und strahlt regelmäßige lokale Nachrichtensendungen auf den Großraum Jaroslawl aus. Ergänzend können in der Region drei weitere lokale Fernsehsender empfangen werden.
Nachrichten aus Jaroslawl und dem Umland bieten auch Internet-Dienste aus der Region, darunter die Agentur YarLand und das Portal Yarcom.ru.

## Bildung
Ein wesentlicher Bestandteil der Bildungsinfrastruktur Jaroslawls sind rund 90 allgemeinbildende Schulen und Gymnasien, über 20 Fach- und Sportschulen und rund 30 technische Berufsschulen. Außerdem ist Jaroslawl ein Hochschulstandort und zählt neun eigenständige weiterführende Bildungseinrichtungen mit insgesamt knapp 23.000 Studierenden.
Die älteste und bekannteste Hochschule der Stadt ist die Staatliche Universität Jaroslawl, die 1803 vom Großindustriellen Pawel Demidow als Lehranstalt für Höhere Wissenschaften gestiftet wurde und heute seinen Namen trägt. Im 19. Jahrhundert stellte die Hochschule eine reine Juristenschmiede dar, nach der Oktoberrevolution wurde sie zunächst in eine Volluniversität umgewandelt, später jedoch aufgelöst und erst 1970 neu gegründet. Heute besteht sie aus neun Fakultäten, an denen insgesamt rund 7000 Studenten eingeschrieben sind. Weiterhin verfügt Jaroslawl über eine eigene Staatliche Technische Universität, die 1944 gegründet wurde und ursprünglich vornehmlich als technologische Kaderschmiede für die petrochemische und Kautschuk-Industrie der Stadt diente. Heute hat sie acht Fakultäten mit über 5000 Studierenden und unterhält internationale Kooperationsbeziehungen, auch zu deutschen Hochschulen. Ergänzt wird die Universitätslandschaft Jaroslawls durch die Staatliche Pädagogische Universität, die 1908 als Jaroslawler Lehrer-Institut gegründet wurde und heute den Namen des bekannten Pädagogen Konstantin Uschinski trägt.
Weitere Hochschulen der Stadt sind die Staatliche Medizinische Akademie Jaroslawl, die Staatliche Landwirtschaftliche Akademie Jaroslawl, das Staatliche Institut für Theaterkunst Jaroslawl, das Flugabwehrinstitut Jaroslawl, die Internationale Akademie für Business und neue Technologien sowie die Jaroslawler Geistliche Akademie. Darüber hinaus existieren in der Stadt mehrere Filialen und Einrichtungen von Hochschulen aus anderen Regionen Russlands (darunter die Offene Akademie für Verkehrswesen der Staatlichen Universität für Verkehrswesen Moskau).

## Persönlichkeiten

### Söhne und Töchter der Stadt

Denkmal für Leonid Sobinow in der Nähe seines Geburtshauses in Jaroslawl

- Iwan Afanassjewitsch Dmitrewski (1734–1821), Schauspieler, Übersetzer, Dramatiker und Theaterlehrer
- Semjon Bobrow (1763/1765–1810), Dichter und Beamter
- Peter von Oldenburg (1812–1881), Prinz aus dem Haus Oldenburg
- Ismail Sresnewski (1812–1880), Philologe, Paläograph, Slawist und Ethnograph
- Alexander Ljapunow (1857–1918), Mathematiker und Physiker
- Sergei Ljapunow (1859–1924), Komponist und Pianist
- Konstantin Satunin (1863–1915), Zoologe
- Iwan Sokolow (1867–1947), Metallurg und Hochschullehrer
- Michail Kusmin (1872–1936), Autor und Komponist
- Leonid Sobinow (1872–1934), Opernsänger
- Nikolai Newski (1892–1945), Forscher des Brauchtums in Japan und China
- Michail Wiktorow (1892–1938), Oberkommandierender der sowjetischen Seekriegsflotte
- Ilja Oschanin (1900–1982), Sprachwissenschaftler und Sinologe
- Bonifati Kedrow (1903–1985), Philosoph und Wissenschaftshistoriker
- Tichon Rabotnow (1904–2000), Geobotaniker
- Waleri Borog (1907–2000), Luftfahrtingenieur
- Alexander Dodonow (1907–1994), Pilot
- Juri Ljubimow (1917–2014), Schauspieler, Theatergründer und -regisseur
- Weniamin Basner (1925–1996), Komponist und Violinist
- Soja Abramowa (1925–2013), Prähistorikerin, Archäologin und Hochschullehrerin
- Pawel Koltschin (1930–2010), Skilangläufer
- Juwenali Pojarkow (* 1935), russisch-orthodoxer Erzbischof
- Waleri Tarakanow (* 1941), Skilangläufer
- Andrei Chomutow (* 1961), Eishockeytrainer
- Oleg Kisseljow (* 1967), Handballspieler und -trainer
- Maxim Tarassow (* 1970), Stabhochspringer
- Alexei Kostygow (* 1973), Handballspieler
- Andrei Sadoroschny (* 1973), Mittelstreckenläufer
- Wjatscheslaw Posdnjakow (* 1978), Fechter
- Alexei Sagorny (* 1978), Hammerwerfer
- Tatjana Andrianowa (* 1979), Mittelstreckenläuferin
- Jekaterina Misulina (* 1984), Politikerin und Aktivistin
- Alexander Schibajew (* 1990), Tischtennisspieler
- Nadeschda Karpowa (* 1995), Fußballspielerin
- Anastassija Galaschina (* 1997), Sportschützin
- Iwan Proworow (* 1997), Eishockeyspieler
- Ljubow Nikitina (* 1999), Freestyle-Skierin
- Wladislaw Schitow (* 2003), Fußballspieler

### Bekannte Ehrenbürger

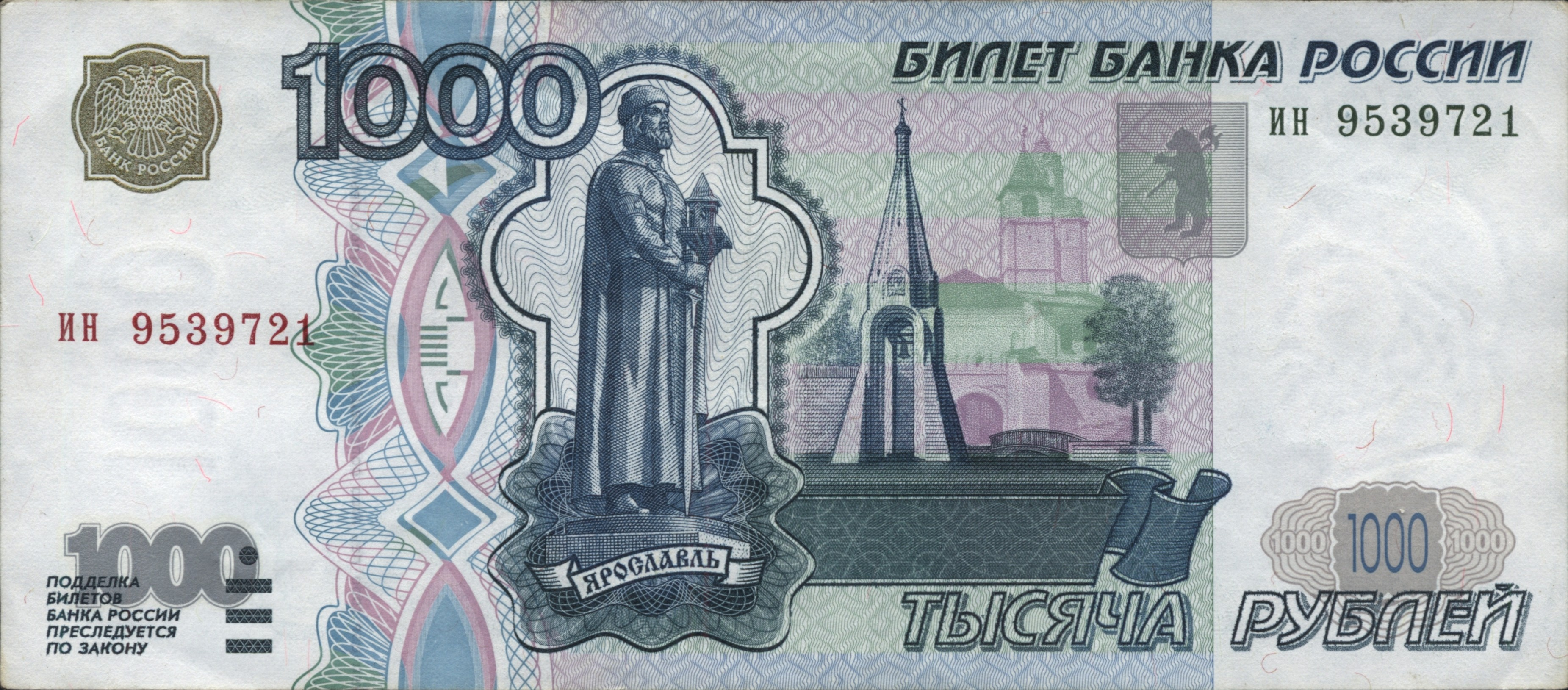
Vorderseite des 1000-Rubel-Scheins

- Walentina Tereschkowa[96] (* 1937), Kosmonautin, erste Frau im Weltall; ging in Jaroslawl zur Schule und arbeitete in den 1950er-Jahren im Jaroslawler Reifenwerk und in der Textilfabrik Krasny Perekop
- Tichon (Patriarch)[97] (1865–1925), Patriarch von Moskau ab 1917; war 1907–1913 Erzbischof von Jaroslawl

## Sonstiges
Jaroslawl ist auf dem 2001 in Umlauf gebrachten 1000-Rubel-Schein abgebildet und gehört damit zu den sieben Städten Russlands, die auf nationalen Banknoten verewigt wurden. Auf der Vorderseite des Geldscheins ist das Erlöser-Verklärungs-Kloster mit einer Gedenkkapelle und dem 1993 aufgestellten Denkmal für Jaroslaw den Weisen zu sehen, das Motiv der Rückseite besteht aus der Abbildung der Johannes-der-Täufer-Kirche zu Toltschkowo und des dortigen Glockenturms.